# Storia degli ebrei negli Stati Uniti d'America

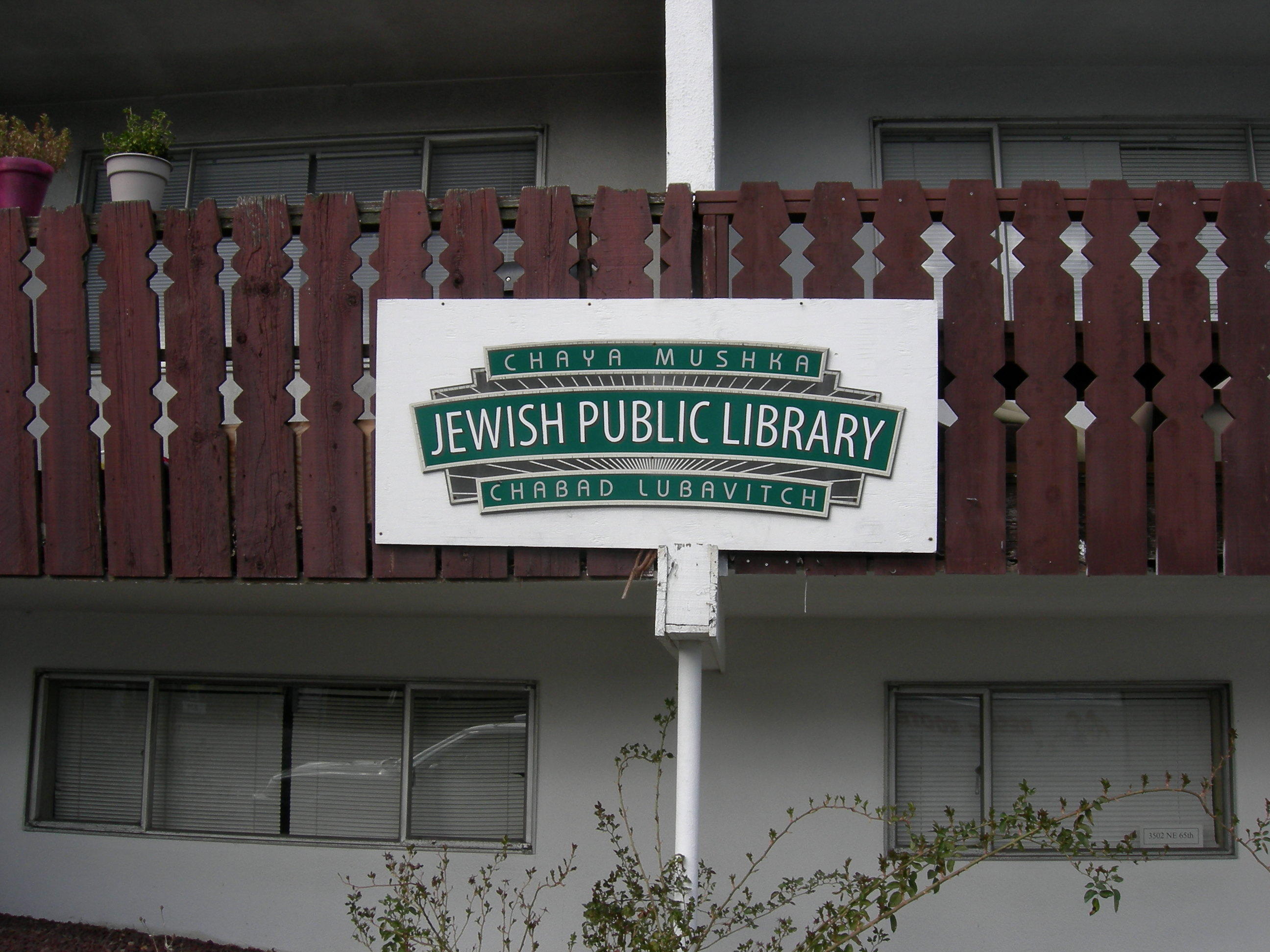
Biblioteca ebraica a Seattle

La storia degli ebrei negli Stati Uniti d'America è stata parte del tessuto nazionale sin dai tempi della colonizzazione europea delle Americhe. Fino agli anni 1830 la comunità ebraica di Charleston (Carolina del Sud) fu la più grande dell'intera America del Nord.
Tra la fine del XIX e l'inizio del XX secolo molti immigrati ebrei abbandonarono i paesi europei per entrare negli Stati Uniti in quanto parte del generale aumento dei movimenti migratori (vedi immigrazione negli Stati Uniti d'America). Molti ebrei tedeschi giunsero verso la metà del XIX secolo, stabilirono per lo più negozi di abbigliamento nelle maggiori città di tutta la nazione, fondarono sinagoghe seguendo l'ebraismo riformato e s'impiegarono attivamente nel settore bancario a New York.
L'emigrazione degli ebrei askenaziti provenienti dall'Europa orientale e parlanti la lingua yiddish tra il 1880 e il 1914 condusse a New York una numerosa componente tradizionale afflitta dalla povertà; religiosamente seguirono l'ebraismo ortodosso o l'ebraismo conservatore. Essi fondarono l'"American Zionist Movement" nel 1906 e furono degli attivi sostenitori del Partito Socialista d'America e del sindacato. Economicamente si concentrarono nell'industria dell'abbigliamento. I rifugiati giunsero dalle comunità della diaspora europea al termine della seconda guerra mondiale e dopo il 1970 anche dall'Unione delle Repubbliche Socialiste Sovietiche.
Politicamente gli ebrei americani rimasero sempre particolarmente coinvolti nella loro qualità di parte attiva della coalizione liberale ad appoggio del New Deal propugnato dal presidente degli Stati Uniti d'America Franklin Delano Roosevelt nel corso degli anni trenta; storicamente affiancati al Partito Democratico, in tempi più recenti si è sviluppato un elemento più conservatore che tende in direzione del Partito Repubblicano soprattutto tra gli ortodossi.
Gli ebrei in tutto il corso della storia degli Stati Uniti d'America hanno mostrato elevati livelli d'istruzione e alti tassi di mobilità sociale verso la classe dirigente. Nei centri urbani minori le comunità ebraiche sono col tempo molto diminuite poiché la sua popolazione è finita col concentrarsi nelle grandi aree metropolitane.
Durante gli anni quaranta gli ebrei rappresentarono il 3,7% dell'intera popolazione della nazione. Ai giorni nostri, con circa 6,5 milioni di persone, la percentuale si è abbassata a circa il 2% e continua a ridursi a causa delle dimensioni inferiori del nucleo familiare rispetto ai decenni precedenti e dei matrimoni interreligiosi i quali hanno determinato una mancata osservanza delle leggi mosaiche.
I maggiori centri di popolazione ebraica sono le aree metropolitane newyorkese (2,1 milioni nel 2000), quella di Los Angeles (668 000), Miami (331 000), Filadelfia (285 000), Chicago (265 000) e Boston (254 000).

## Immigrazione ebraica
L'attuale popolazione degli ebrei americani è il prodotto di varie ondate migratorie, provenienti soprattutto dalle comunità della diaspora europea; l'emigrazione venne inizialmente trainata dall'attrazione nei confronti delle opportunità sociali e imprenditoriali americane, mentre in seguito rappresentò un rifugio dal costante pericolo prodotto dall'antisemitismo europeo. Quasi nessuno di loro ha fatto poi ritorno in Europa, anche se divennero altresì sostenitori impegnati del sionismo e molti compirono l'Aliyah in direzione di Israele.
Il ricorso all'America come "melting pot" come facile immissione di culture diversificate tra loro ha portato a una nuova comunanza culturale e di valori politici. Questa apertura ha consentito a numerosi gruppi minoritari, inclusi quindi anche gli ebrei, di fiorire e prosperare all'interno dell'America cristiana di predominanza protestante. La storia dell'antisemitismo negli Stati Uniti d'America prova che è sempre stato meno comune rispetto ad altre aree storiche di residenza ebraica, sia negli Stati europei cristiani sia nel mondo arabo del Medio Oriente.
A fronte di una popolazione di 1-2 000 residenti ebrei nel 1790, per la maggior parte sefarditi olandesi e britannici, la comunità ebraica americana crebbe fino a circa 15 000 unità entro il 1840 e a più di 250 000 entro il 1880. La maggior parte degli immigrati ebrei del XIX secolo provennero dalle comunità diasporiche presenti negli Stati di lingua tedesca, inseriti nella più vasta migrazione indigena dei tedeschi americani; parlanti inizialmente tedesco si stabilirono in tutta la nazione, assimilandosi con i loro nuovi connazionali. Comunemente s'impegnarono nell'ambito commerciale, nell'industria manifatturiera e nel settore dell'abbigliamento.
Tra il 1880 e il 1914 circa 2 000 000 di ebrei askenaziti parlanti yiddish immigrarono dall'Europa orientale, dove i ripetuti pogrom ne avevano reso la vita insostenibile. Provennero dalle comunità dell'Impero russo, principalmente dalla "zona di residenza" (le moderne Polonia, Lituania, Bielorussia, Ucraina e Moldavia). Questi gruppi trovarono riparo a New York e crearono l'industria dell'abbigliamento e nell'approvvigionamento di merci da rivendere in negozi generici, e s'impegnarono vigorosamente nel sindacato.
Essi immigrarono a fianco degli indigeni dell'Europa meridionale e orientale, una scia migratoria differente da quella demograficamente prevalente dell'Europa settentrionale e dell'Europa occidentale; le registrazioni indicano tra il 1880 e il 1920 che questi nuovi immigrati aumentarono da meno del 5% di tutti i migranti europei a quasi il 50%. Un tale rapido cambiamento provocò del timore e un rinnovato sentimento "nativista", la nascita dell'"Immigration Restriction League" nel 1894 e le ricerche dell'"United States Congress Joint Immigration Commission" dal 1907 al 1911.
L'"Emergency Quota Act" del 1921 stabilì restrizioni sull'immigrazione, specificamente rivolte agli europei meridionali e orientali, mentre l'"Immigration Act of 1924" rafforzò ulteriormente e codificò questi limiti. Con la conseguente Grande depressione e nonostante la condizione sempre peggiore in cui versavano gli ebrei europei dopo l'ascesa della Germania nazista tali quote rimasero in atto, con minime variazioni, fino alla promulgazione dell'"Immigration and Nationality Act of 1965".
Gli ebrei americani crearono rapidamente reti di sostegno costituite da molte piccole sinagoghe, mentre gli Askenaziti promossero le "Landsmannschaften" (Associazioni territoriali) per gli ebrei delle proprie città o villaggi.
I leader del tempo incoraggiarono l'assimilazione e l'integrazione all'interno della più ampia cultura degli Stati Uniti d'America tanto che gli ebrei divennero rapidamente parte integrante della vita americana. Durante la seconda guerra mondiale 500 000 ebrei americani, circa la metà di tutti i maschi tra i 18 e i 50 anni, si arruolarono e prestarono servizio nelle United States Armed Forces. Dopo la guerra le famiglie ebraiche aderirono alla nuova tendenza della sub-urbanizzazione, diventando al contempo più ricche e più mobili.
La comunità ebraica si espanse in altre grandi città, in particolare attorno a Los Angeles e Miami; i loro giovani frequentarono le scuole superiori e i college mischiandosi con i non ebrei, tanto che i tassi di matrimoni interreligiosi schizzarono fino a quasi il 50% del totale. L'appartenenza alla sinagoga tuttavia crebbe sensibilmente, passando dal 20% nel 1930 al 60% nel 1960.
Le prime ondate migratorie e di restrizione all'immigrazione furono seguite dalla Shoah la quale annientò la maggior parte della comunità ebraica europea entro il 1945. Anche questo fatto contribuì a rendere gli Stati Uniti d'America la patria d'elezione per quella che diventò la più grande comunità della diaspora nel mondo intero. Nel 1900 vi erano 1,5 milioni di ebrei americani; nel 2005 sono diventati 5,3 milioni.
A livello teologico gli ebrei americani sono suddivisi in una serie di denominazioni, tra cui le più numerose sono l'ebraismo riformato, l'ebraismo conservatore e l'ebraismo ortodosso; tuttavia circa il 25% di loro non sono affiliati ad alcuna denominazione. La corrente conservatrice sorse in America, mentre quella riformata venne fondata in terra tedesca e diffusa in seguito dagli ebrei tedeschi.

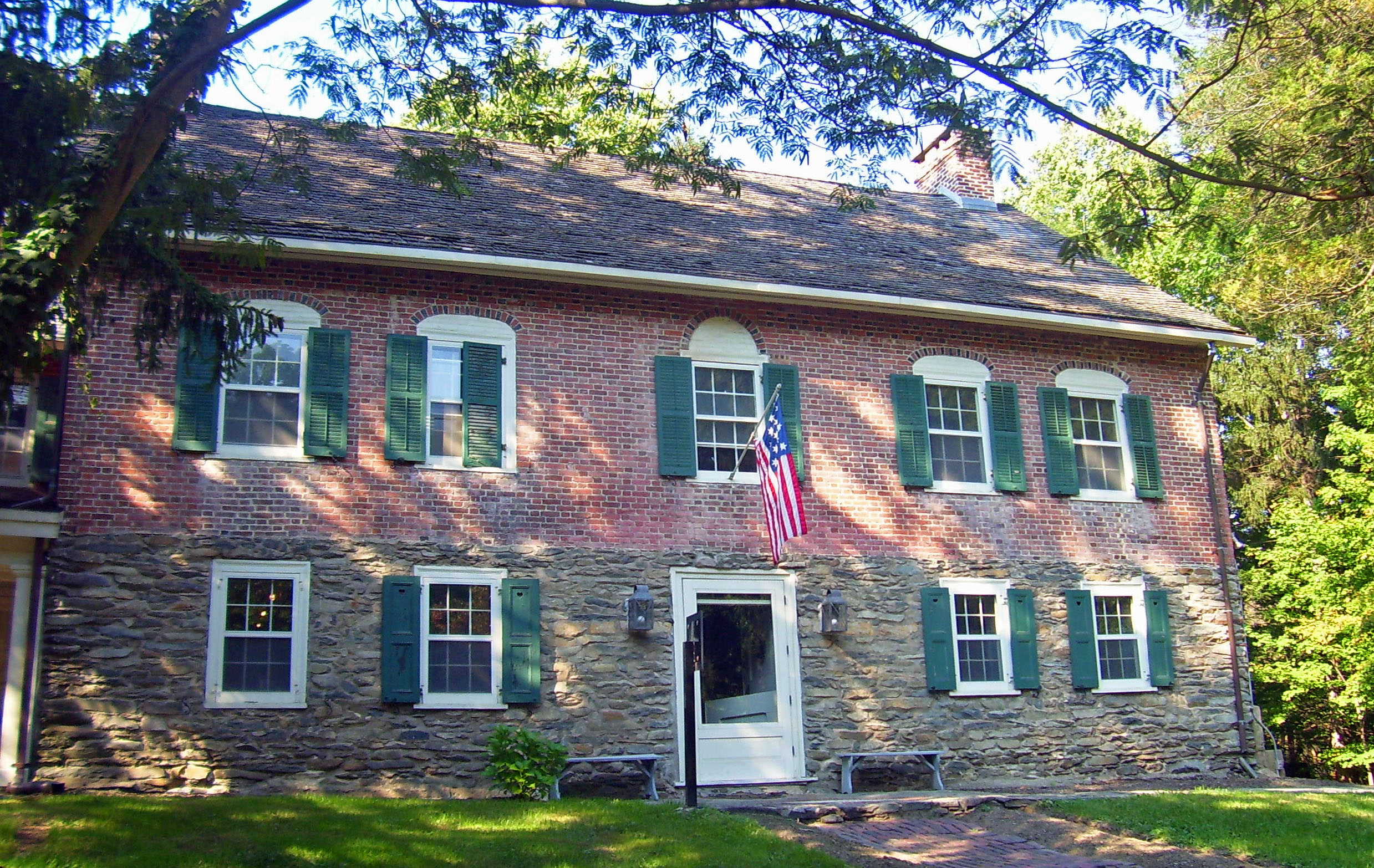
L'abitazione di Luis Moises Gomez, costruita nel 1714 a "Newburgh" (oggi "Marlboro", New York da un ebreo portoghese. Si tratta della più antica residenza ebraica sopravvissuta fino ai giorni nostri.

## Era coloniale
Luis de Carvajal y de la Cueva (1537-91), uno dei conquistadores spagnoli, fu un converso; egli si stabilì in quello che è ora il Texas nel 1570. La prima persona di origine ebraica a mettere piede sul suolo delle colonie britanniche nordamericane fu Joachim Gans nel 1584. Elias Legarde fu un appartenente ai sefarditi che giunse nella contea di James City in Virginia nel 1621
Secondo l'autore Leon Huhner Elias egli era originario della Linguadoca e fu assunto per trasferirsi nelle colonie a insegnare la viticoltura e la produzione di grappa. Visse nella contea di Elizabeth City a partire almeno dal 1624; rimase impiegato presso Anthonie Bonall, un francese fabbricante di seta e coltivatore di vigneti per la vinificazione che era stato mandato in colonia da John Bonall, custode dei bachi da seta per Giacomo I d'Inghilterra. Nel 1628 Elias affittò 100 acri di terra sul lato occidentale di Harris Creek. 

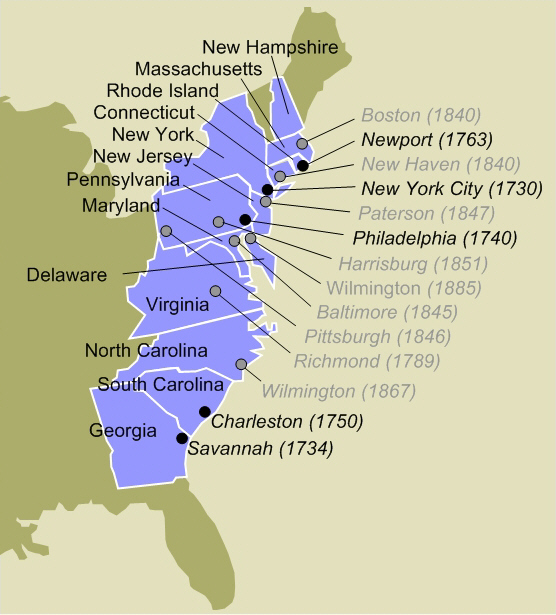
Le prime comunità ebraiche nelle Tredici colonie britanniche (con l'anno di fondazione della prima Congregazione)

Josef Mosse e Rebecca Isaake sono documentati come residenti della stessa contea nel 1624. John Levy prese possesso di 200 acri sul ramo principale del James, nella contea di Prince George, intorno al 1648. Due fratelli, Silvedo e Manuel Rodriguez, sono documentati come residenti nella contea di Lancaster intorno al 1650. Nessuno degli ebrei presenti in Virginia venne mai forzato ad andarsene o costretto a vendere i propri appezzamenti.
Il mercante Solomon Franco giunse a Boston nel 1649; successivamente gli fu assegnata una congrua dai puritani, a condizione che lasciasse la città e che s'imbarcasse sulla prima nave che lo avrebbe ricondotto in Olanda. Nel settembre del 1654, poco prima del Rosh haShana, 23 ebrei della comunità olandese provenienti da Recife giunsero nella colonia di Nuova Amsterdam. Il governatore Peter Stuyvesant tentò di rafforzare il potere della propria Chiesa riformata d'Olanda discriminando le altre confessioni religiose; ma il pluralismo religioso era già allora una radicata tradizione olandese e pertanto i suoi superiori della Compagnia olandese delle Indie occidentali lo costrinsero a dare le dimissioni.
In una delle sue lettere Stuyvesant scrisse: "Alla frode ingannevole - tali nemici odiati e bestemmiatori del nome di Cristo - non è permesso di infestare e disturbare questa nuova colonia". Un anno dopo informò la Compagnia sullo status degli ebrei: "Considerando la nazione ebraica per quanto riguarda il commercio: non sono ostacolati, ma commerciano con lo stesso privilegio e la libertà degli altri abitanti. A volte ci hanno chiesto l'esercizio libero e pubblico della loro religione abominevole, ma questo non può ancora essere a loro accordato. Quello che possono essere in grado di ottenere dal tempo lo stabilirà la loro reputazione".
La tolleranza religiosa venne stabilita anche altrove nelle Tredici colonie. La provincia della Carolina ad esempio fu originariamente governata da una elaborata carta costituzionale introdotta nel 1669 dal filosofo inglese John Locke; questa concesse libertà di coscienza a tutti i coloni, citando espressamente "ebrei, pagani e dissidenti". Di conseguenza Charleston (Carolina del Sud) ha una storia particolarmente lunga d'insediamenti sefarditi; nel 1816 ospitava più di 600 ebrei, allora la più grande comunità di qualsiasi altra città delle colonie.

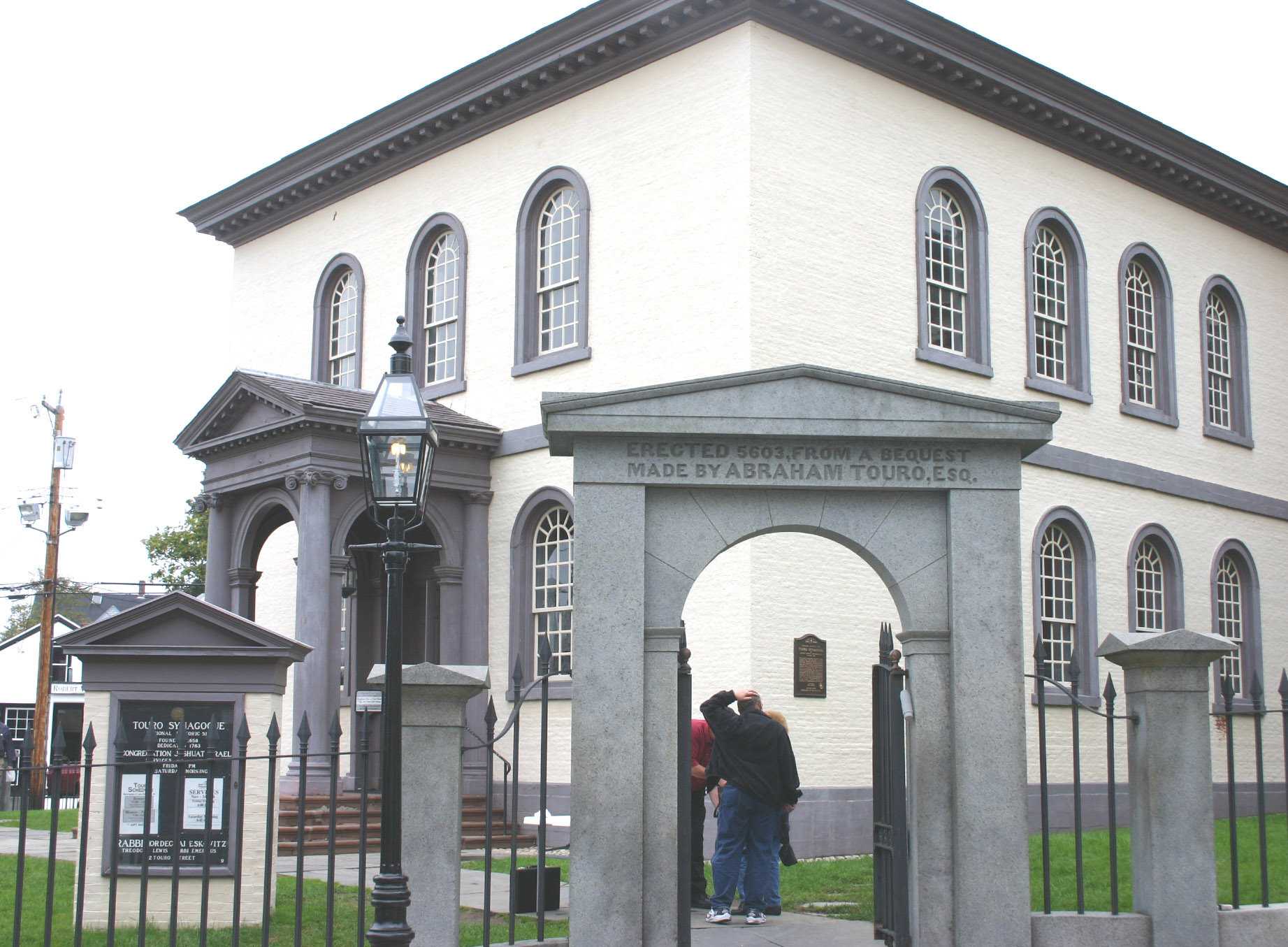
La sinagoga Touro di Newport, costruita nel 1759 è la più antica d'America

Gli ebrei olandesi furono anche tra i primi coloni di Newport - ove si trova la più antica sinagoga del paese ancora esistente, la sinagoga Touro di Newport - Savannah (Georgia), Filadelfia e Baltimora. La congregazione facente parte della sinagoga Shearith Israel di New York costituisce la più antica comunità attiva fino ai giorni nostri; fondata nel 1697, eresse la sua prima sinagoga nel 1728 e il suo edificio attuale ospita ancora alcune delle parti originali.

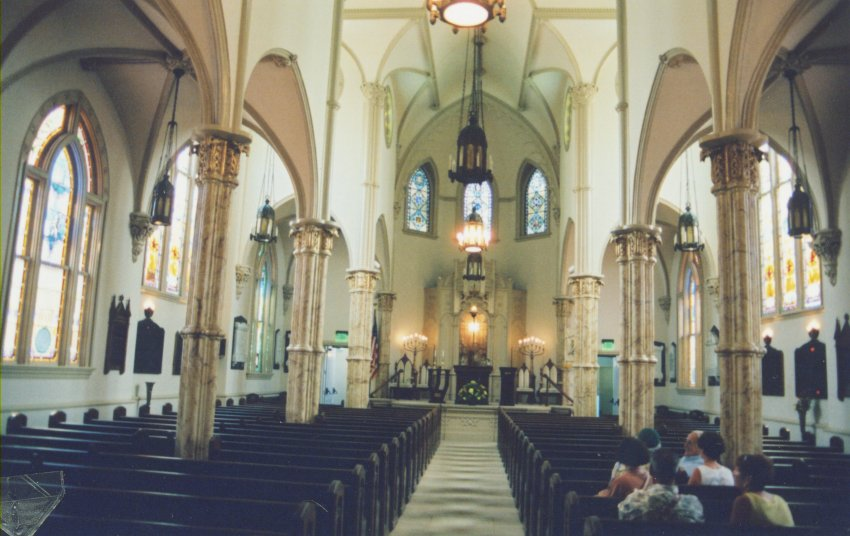
Interno della sinagoga di Savannah (Georgia) dell'ebraismo riformato (1877) la cui architettura gotica richiama una chiesa

Nel 1740 il Parlamento della Gran Bretagna fece approvare il "Plantation Act 1740" per regolarizzare e incoraggiare l'immigrazione; la legge permise specificamente agli ebrei e agli altri "nonconformisti" di essere naturalizzati nelle loro colonie di appartenenza. Al tempo della Rivoluzione americana la popolazione ebraica era ancora minima, dalle 1 000 alle 2 000 anime, su una popolazione coloniale complessiva di circa 2,5 milioni.

## Anni della Rivoluzione
Al momento della Dichiarazione d'indipendenza degli Stati Uniti d'America nel 1776 la maggior parte degli ebrei americani erano sefarditi di origini spagnole e portoghesi. Essi svolsero un loro ruolo nella lotta per l'indipendenza; combatterono contro gli inglesi e Francis Salvador fu il primo ebreo a cadere. Svolsero inoltre anche una parte nel finanziamento della Rivoluzione; uno dei sostenitori chiave fu Haym Solomon (di origini polacche). L'ufficiale ebreo con il grado più alto nelle forze coloniali fu il mercante georgiano Mordecai Sheftall.
Altri come David Salisbury Franks, malgrado la sua fedeltà a servizio dell'esercito continentale e del corpo diplomatico, ebbe a soffrire a causa della sua associazione - era difatti il suo aiutante di campo - con il generale Benedict Arnold il quale tradì la causa nel 1780.
Il primo presidente degli Stati Uniti d'America George Washington non mancò di sottolineare il contributo ebraico quando scrisse alla congregazione di Newport in una lettera datata 17 agosto del 1790: "I figli di Abramo che abitano nella terra continuano a meritare e godere della benevolenza degli altri abitanti e tutti saranno stabiliti in sicurezza sotto il proprio vitigno e fico e nessuno li farà mai temere".
Nel 1790 i circa 2 500 ebrei d'America si ritrovarono a dover affrontare una serie di restrizioni legali in vari Stati i quali impedirono ai non cristiani di poter ottenere un qualche ufficio pubblico e finanche il diritto di voto; ma il Delaware, la Pennsylvania, la Carolina del Sud e la Georgia eliminarono presto queste barriere, generalmente grazie alla Carta dei diritti del 1791. Gli ebrei divennero attivi negli affari comunitari dopo aver raggiunto "la parità politica nei cinque Stati in cui erano più numerosi".
Altre barriere invece non caddero ufficialmente per decenni nel Rhode Island (1842), nella Carolina del Nord (1868) e nel New Hampshire (1877). Malgrado tali limitazioni, molto spesso fatte applicare in modo non uniforme, nel corso del XVII e XVIII secolo gli ebrei erano davvero troppo pochi perché potessero registrarsi incidenti da farli diventare un fenomeno sociopolitico significativo. L'evoluzione dalla tolleranza alla piena uguaglianza sociale e politica, che ha avuto seguito con la Rivoluzione americana, ha contribuito a garantire che l'antisemitismo non si trasformasse mai in una prassi comune come accadde invece assai spesso nel continente europeo.

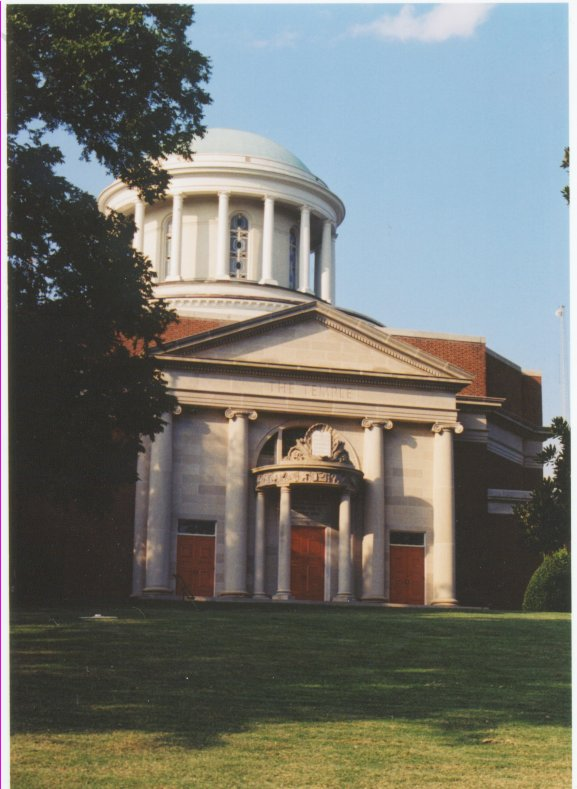
La sinagoga di Atlanta (1875), la cui architettura ricorda quella di un tempio greco

## XIX secolo
A seguito degli insegnamenti religiosi e culturali tradizionali volti al miglioramento dei propri fratelli, i residenti ebrei cominciarono a organizzare le loro comunità all'inizio del XIX secolo. Gli esempi iniziali comprendono un orfanotrofio fondato a Charleston (Carolina del Sud) nel 1801 e la prima scuola ebraica, "Polonies Talmud Torah", fondata a New York nel 1806. Nel 1843 la prima organizzazione ebraica secolare statunitense, B'nai B'rith, vide la luce.
Gli ebrei sono stati parte rilevante anche della storia del Texas, fin dal tempo dei primi esploratori europei giunti nel XVI secolo. Il Texas spagnolo non accolse con favore gli ebrei troppo facilmente identificabili, ma nonostante ciò ne arrivarono comunque. Il portoghese João da Porta fu con il pirata Jean Lafitte a Galveston (Texas) nel 1816, mentre Maurice Henry fu a Velasco verso la fine del 1820. Gli ebrei combatterono nelle formazioni rivoluzionarie che condussero all'Indipendenza del Texas nel 1836, alcuni con James Fannin alla battaglia di Goliad e altri alla battaglia di San Jacinto.
Il dottor Albert Levy divenne il chirurgo delle forze rivoluzionarie nel 1835, partecipando all'assedio di Bexar e unendosi alla marina texana l'anno seguente.
Nel 1840 gli ebrei costituirono una piccola, ma comunque stabile, minoranza di medio livello composta da circa 15 000 persone su un totale di 17 milioni di abitanti censiti. Si accordarono piuttosto liberamente con i non ebrei, proseguendo una tendenza iniziata almeno un secolo prima. Tuttavia dato che l'immigrazione fece aumentare la presenza ebraica fino a 50 000 persone entro il 1848, gli stereotipi sugli ebrei - per lo più negativi - presenti nella stampa, nella letteratura e nei drammi teatrali, nell'arte e nella cultura popolare si fecero più comuni; gli attacchi fisici cominciarono a essere più frequenti (vedi storia dell'antisemitismo negli Stati Uniti d'America).
Durante il XIX secolo, soprattutto negli anni 1840 e 1850, l'immigrazione ebraica fu essenzialmente rappresentata da askenaziti tedeschi; essi portarono una popolazione liberale e istruita che aveva esperienza della corrente ebraica dell'Illuminismo denominata Haskalah. Come conseguenza vennero istituiti due di quelli che sarebbero diventati i rami maggiori dell'ebraismo, l'ebraismo riformato e l'ebraismo conservatore, in risposta alla percezione di una maggiore liberalità esistente in seno all'ebraismo stesso.

### Guerra civile
Durante la guerra di secessione americana circa 3 000 ebrei (su una presenza totale di 150 000) combatterono per gli Stati Confederati d'America, mentre altri 7 000 si schierarono con le truppe dell'Unione. Gli ebrei svolsero anche ruoli di leadership su entrambi i lati degli schieramenti con nove generali che servirono l'Unione, i più noti dei quali furono il brigadiere generale Edward Selig Solomon (che raggiunse il rango all'età di 29 anni) e Frederick Knefker.

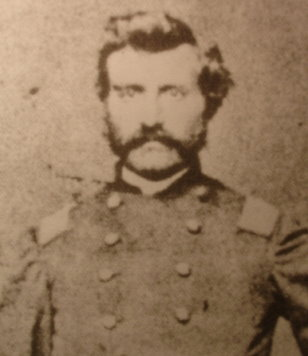
Il colonnello Marcus M. Spiegel, caduto nel 1864, combatté tra le file dell'Unione

Vi furono anche 27 colonnelli che lottarono per l'Unione tra cui Marcus M. Spiegel dell'Ohio e Max Friedman, che comandava il 65º reggimento della Pennsylvania, la 5º cavalleria - conosciuta come i "Cameron Dragoons" - la quale ebbe un numero considerevole di ebrei di Filadelfia tra le sue file. Diverse decine di ufficiali ebrei combatterono anche per la Confederazione, in particolare il colonnello Abraham Charles Myers, un laureato della United States Military Academy nonché quartiermastro generale del Confederate States Army.
Judah Philip Benjamin fu segretario di Stato per i confederati dal 1862 al 1865 nonché ministro della guerra.
Molti banchieri ebrei svolsero un ruolo chiave nel fornire finanziamenti governativi per entrambi gli schieramenti; le famiglie Speyer e Seligman (della "J. & W. Seligman & Co.") in direzione dell'Unione, mentre il barone Frédéric Émile d'Erlanger (della "Emile Erlanger & Co.") verso la Confederazione.
Nel dicembre del 1862 il generale Ulysses S. Grant, arrabbiato per il traffico illegale di cotone tramite contrabbando, emanò il "General Order No. 11 (1862)" il quale espelleva gli ebrei dalle aree sotto il proprio controllo nel Tennessee, in Mississippi e nel Kentucky occidentali: "Gli ebrei, in quanto categoria che viola qualsiasi regolamentazione del commercio istituito dal Dipartimento del Tesoro e dagli altri dipartimenti sotto la sua giurisdizione, vengono quindi espulsi... entro ventiquattro ore dalla ricezione di quest'ordine".
Gli ebrei rivolsero un appello al presidente degli Stati Uniti d'America Abraham Lincoln il quale impose immediatamente al generale Grant di annullare l'ordinanza. L'autore Jonathan D. Sarna osserva che all'epoca vi fu un "aumento di molte forme di intolleranza anti-ebraica"; conclude però affermando che le implicazioni a lungo termine prodotte dall'episodio si rivelarono essere assai favorevoli. Nel corso della campagna per le elezioni presidenziali negli Stati Uniti d'America del 1868 Grant si scuserà pubblicamente e farà ampiamente ammenda durante la sua presidenza.

"Hanno anche potenziato gli ebrei con la consapevolezza che avrebbero potuto combattere contro il fanatismo e vincere, anche contro un celebre generale. Il ritiro dell'ordine di Grant... ha apprezzato notevolmente la comunità ebraica e ha aumentato la propria fiducia in sé stessa. I successi hanno anche convalidato una politica ebraica di attivismo comune che sosteneva la pretesa di uguaglianza sociale davanti alla legge americana e sui valori, mentre si affidò all'aiuto di funzionari pubblici per combattere i pregiudizi e difendere i diritti delle minoranze ebraiche in tutto il paese".

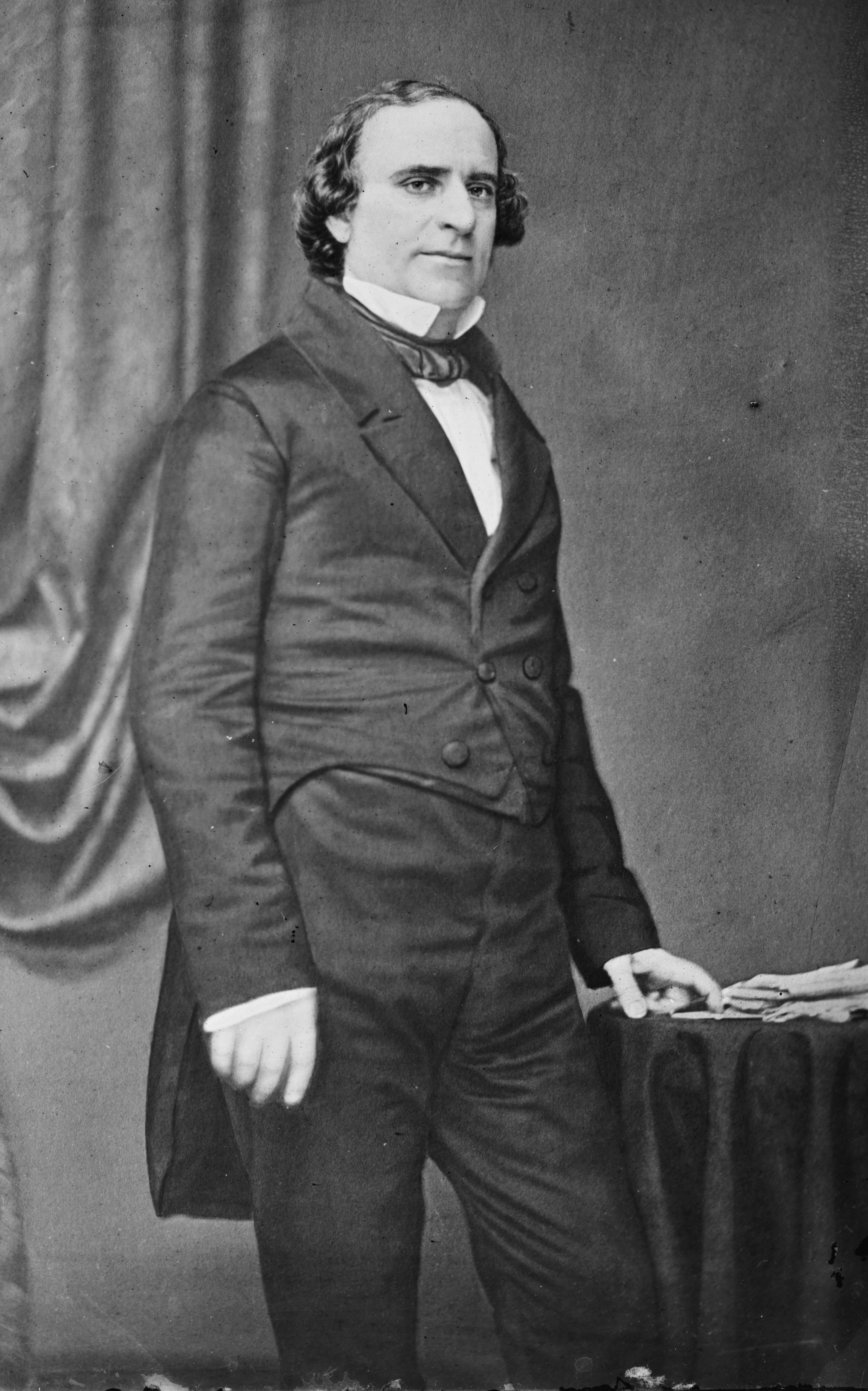
David Levy Yulee, primo ebreo a far parte del Senato nel 1845

### Partecipazione politica
Gli ebrei iniziarono a organizzarsi come gruppo politico molto presto, soprattutto in risposta alle reazioni scatenate dall'affare di Damasco verificatosi nel 1840. I primi membri ebraici della Camera dei rappresentanti e del Senato furono rispettivamente Lewis Charles Levin (per la Pennsylvania) e David Levy Yulee (per la Florida), eletti entrambi nel 1845 (anche se Yulee si convertì all'episcopalismo l'anno successivo).
L'antisemitismo ufficiale governativo continuò nonostante ciò nel New Hampshire, che offrì i diritti civili e politici agli ebrei e ai cattolici solo nel 1887; fu l'ultimo degli Stati federati degli Stati Uniti d'America a farlo.
Grant ebbe in seguito a rammaricarsi molto dell'emanazione del suo ordine e giunse a scusarsi pubblicamente per tale evento; quando divenne presidente nel 1869 decise di fare ammenda. Sarna sostiene che "Desideroso di dimostrare di essere al di sopra del pregiudizio, Grant ha nominato più ebrei agli uffici pubblici rispetto a qualsiasi altro dei suoi predecessori e, in nome dei diritti umani, ha esteso un sostegno senza precedenti agli ebrei perseguitati nell'Impero russo e nel Principato di Romania".
"Assai spesso, in parte a seguito di questa visione ampliata e grandiosa di ciò che intendeva essere un americano e in parte per cancellare il ricordo dei due Ordini generali n. 11 (1862 e 1863), Grant lavorò consapevolmente per aiutare gli ebrei e garantire loro l'uguaglianza. Grant ha anche respinto le richieste politiche di far sorgere una "nazione cristiana" e ha abbracciato gli ebrei come membri a pieno diritto dell'America in quanto parte della 'nostra gente'. Durante la sua amministrazione gli ebrei hanno raggiunto un livello elevato nella scena pubblica nazionale, il pregiudizio anti-ebraico è diminuito e gli ebrei guardarono avanti con ottimismo in direzione di un'epoca liberale, caratterizzata dalla sensibilità ai diritti umani e alla cooperazione interreligiosa".

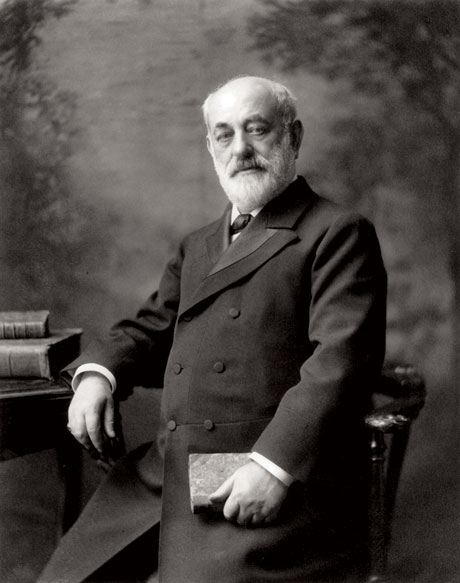
Marcus Goldman della Goldman-Sachs, co-fondatore della Goldman Sachs

### Banchieri
Alla metà del XIX secolo numerosi ebrei tedeschi fondarono imprese di investimento bancario le quali divennero nel corso degli anni finanziatrici dell'industria; le società ebraiche più importanti furono banche d'investimento piuttosto che commerciali. Le aziende più importanti includono la Goldman Sachs (fondata da Samuel Sachs e Marcus Goldman della Goldman-Sachs), la Kuhn, Loeb & Co. (fondata da Solomon Loeb e da Jacob Henry Schiff), la Lehman Brothers (fondata da Henry Lehman), la Salomon Brothers (dei fratelli Arthur, Herbert e Percy) e la Bache & Co. (fondata da Jules Bache).
La J. & W. Seligman & Co. di Joseph Seligman si trasferì dal merchandising al settore bancario alla fine degli anni 1860, con operazioni a New York, St. Louis e Filadelfia, nonché a Francoforte sul Meno, Londra e Parigi; essa diede agli investitori europei l'opportunità di acquistare obbligazioni governative e ferroviarie americane.
Dal 1880 in poi l'impresa finanziò gli sforzi prima francesi e poi statunitensi per costruire il canale di Panama, realizzato infine dopo il 1900. Dal 1890 sottoscrisse i titoli dei trust più recenti, partecipò all'emissione di azioni e obbligazioni delle industrie ferroviarie, dell'acciaio e delle leghe e investì nell'Impero russo e in Perù, oltre che nelle costruzioni di navi, ponti, biciclette, miniere e altre imprese statunitensi. Nel 1910 William C. Durant della General Motors affidò il controllo della propria azienda ai Seligmans e a "Lee, Higginson & Co." in cambio di una sottoscrizione di titoli pari a 15 milioni di dollari.
Dopo la morte di Jacob Henry Schiff avvenuta nel 1921 molte banche che avevano le loro radici nella comunità degli immigrati ebrei tedeschi cominciarono a perdere la loro caratterizzazione specificamente ebraica; essa non riempì più le classi dirigenziali e di gestione né cercarono di sostenere i loro bisogni di capitale al loro interno. Nel corso degli anni trenta la presenza ebraica nel settore degli investimenti privati si era ridotta in una maniera decisiva.

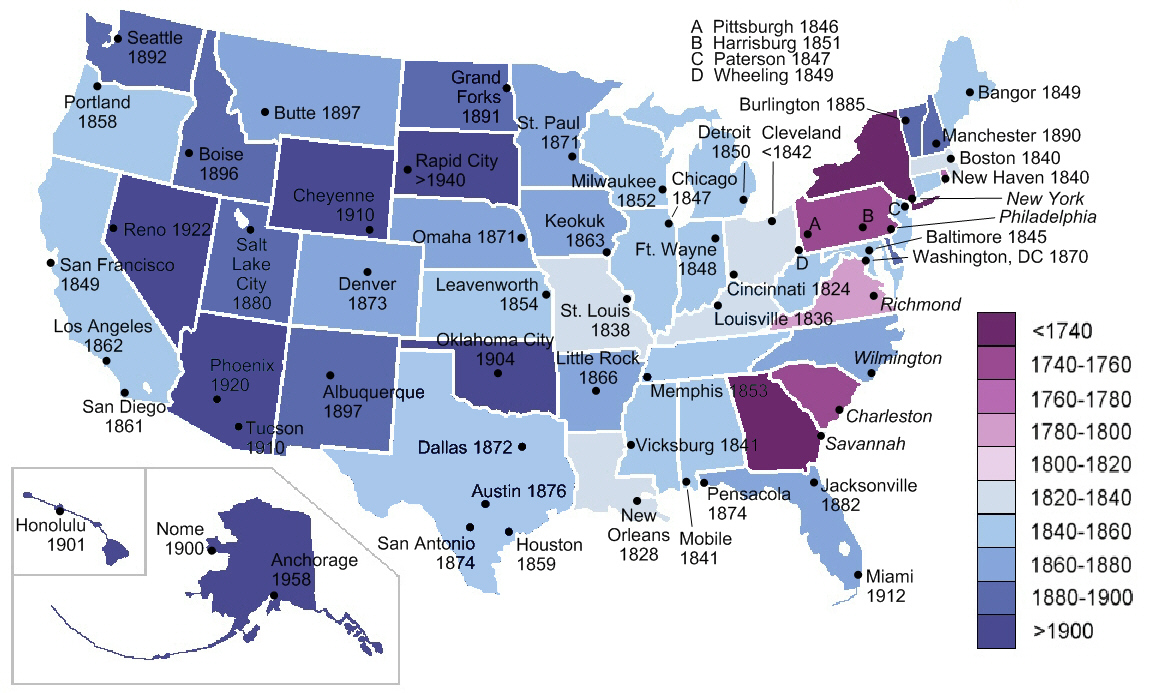
Mappa dei primi distretti ebraici dopo il 1776: insediamenti nei singoli Stati federati degli Stati Uniti d'America (con l'anno di fondazione della prima Congregazione)

### Insediamenti nella costa occidentale
Gli ebrei di origine tedesca si stabilirono in piccole città in tutti gli Stati Uniti meridionali e negli Stati Uniti d'America occidentali, diventando sempre più numerosi nell'estremo West. Dopo la corsa all'oro californiana del 1849 cominciarono a risiedere sulla West Coast, con importanti insediamenti a Portland, Seattle e soprattutto a San Francisco, che divenne la seconda città ebraica della nazione.
Gli studiosi Eisenberg, Kahn e Toll (2009) sottolineano la libertà creativa degli ebrei all'interno della società "Western" la quale li allontanò dalle tradizioni passate e nel contempo permettendo loro di avviare nuove opportunità nei settori dell'imprenditoria, della filantropia e della leadership civica. Numerosi imprenditori aprirono negozi a San Francisco per servire l'industria mineraria. La specialità più popolare rimase quella del mercante di abbigliamento, seguita dalla piccola produzione e dalla vendita al dettaglio.

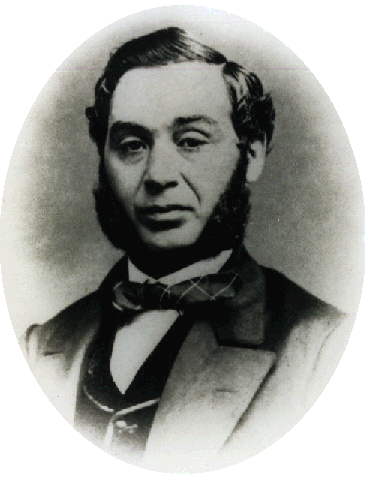
Levi Strauss, il creatore dei blue jeans, nel 1850 circa

Levi Strauss (1829-1902), per fare solo un esempio, iniziò la carriera come commerciante all'ingrosso con abbigliamento, biancheria da letto e merceria; a partire dal 1873 introdusse i primi blue jeans i quali costituirono un successo immediato, inizialmente soltanto tra i minatori e successivamente anche nell'abbigliamento urbano più informale.
Ognuno rappresentò un nuovo arrivato e gli ebrei furono generalmente accettati, con assai pochi segni di discriminazione. Molti attivisti ebrei divennero personaggi influenti nella politica comunale e statale, vincendo le elezioni per gli uffici pubblici e con molta poca attenzione prestata alla loro identità ebraica. Costruirono congregazioni dell'ebraismo riformato e generalmente diedero ben poco sostegno al sionismo, almeno fino agli anni 1940.
Nel XX secolo l'area metropolitana di Los Angeles diventò il secondo più grande centro ebraico statunitense. La distribuzione più vasta di nuovi arrivati si verificò a Hollywood, dove i produttori cinematografici ebrei costituirono la forza propulsiva dominante dell'intera industria del cinema dopo il 1920.

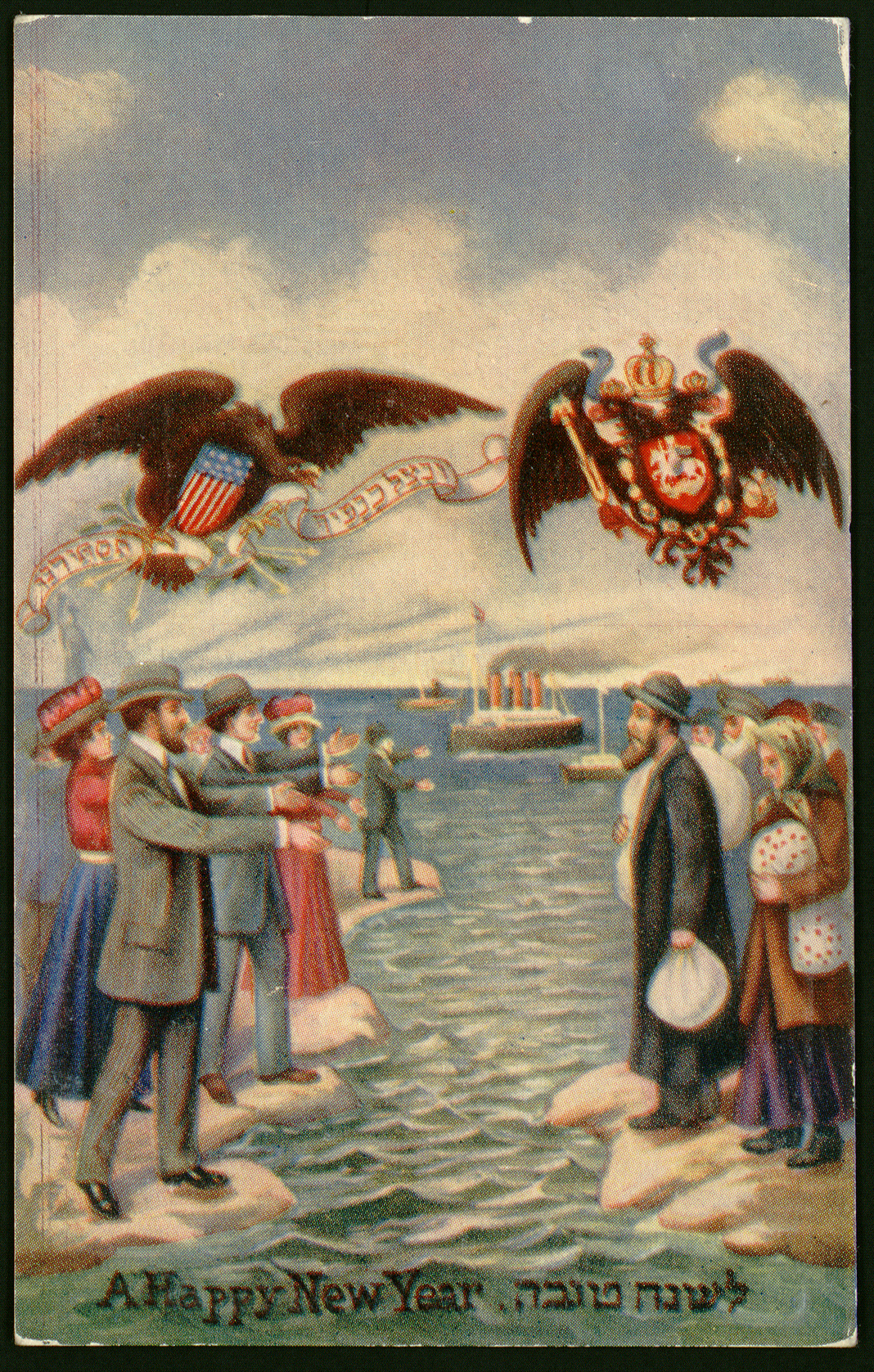
In questo biglietto di auguri per Rosh haShana dei primi anni del XX secolo gli ebrei russi, con i loro bagagli in mano, guardano i parenti americani che li invitano negli Stati Uniti d'America. Oltre 2 milioni di ebrei fuggiranno dai pogrom dell'Impero russo per trovare la sicurezza degli USA dal 1881 al 1924.

## 1880-1925

### Immigrazione dall'Europa orientale e centrale
Nessuno dei primi movimenti migratori assunse il significato e il volume di quello proveniente dall'Impero russo e dai Paesi confinanti. Tra gli ultimi due decenni del XIX secolo e il primo quarto del XX vi fu una migrazione di massa di popolazione ebraica dall'Europa orientale e dall'Europa meridionale. Durante questo lasso temporale 2 800 000 ebrei europei immigrarono in America, con il 94% di loro provenienti dall'Est europeo.
Questa emigrazione, proveniente principalmente dalle comunità della diaspora nella Nazione della Vistola e in altre zone imperiali, originò almeno dal 1821, ma non fu particolarmente degna di nota fino al momento in cui l'immigrazione tedesca calò a partire dal 1870. Sebbene 50 000 russi, polacchi, galiziani ed ebrei romeni si fossero già recati in America durante il decennio successivo, fino a quando i pogrom e le rivolte anti-giudaiche non scoppiarono in territorio russo nei primi anni 1880 le migrazioni non assunsero proporzioni straordinarie.
Solo dai territori sotto controllo diretto dei russi l'emigrazione crebbe da una media annuale di 4 100 persone nel corso del decennio 1871-1880 a una di 20 700 tra il 1881 e il 1890. L'antisemitismo violento e le misure ufficiali di persecuzione unite al desiderio di libertà e opportunità economica motivarono un costante flusso d'immigrati ebrei dalla Russia e dall'Europa centrale.
I pogrom contro gli ebrei russi a partire dal 1900 costrinsero un gran numero di loro a cercare un rifugio negli Stati Uniti d'America. Sebbene la maggior parte di questi immigrati giungesse sulla costa orientale molti apparvero come facenti parte del movimento Galveston attraverso il quale un buon numero d'immigrati ebrei finirono con lo stabilirsi in Texas e nei territori degli Stati Uniti d'America occidentali.
Nel 1915 la circolazione dei giornali quotidiani in lingua yiddish ebbero tirature complessive di più di mezzo milione di copie nella sola New York e di 600 000 a livello nazionale; migliaia di persone inoltre si abbonarono ai numerosi settimanali e riviste yiddish. Il teatro yiddish fu molto ben frequentato e fornì un campo di formazione per artisti e produttori i quali in seguito si trasferirono a Hollywood nel corso degli anni 1920.
Entro il 1924 2 milioni di ebrei arrivarono dal Centro ed Est europeo. Il crescente sentimento anti-immigrazione esistente produsse l'"Immigration Act of 1924" il quale restrinse drammaticamente le quote annuali di accettazione nei confronti di coloro che erano originari del Sud-est europeo. La comunità ebraica prese la guida dell'opposizione alle restrizioni migratorie, ma con pochissimo successo. Tali restrizioni rimasero in vigore fino al 1965.

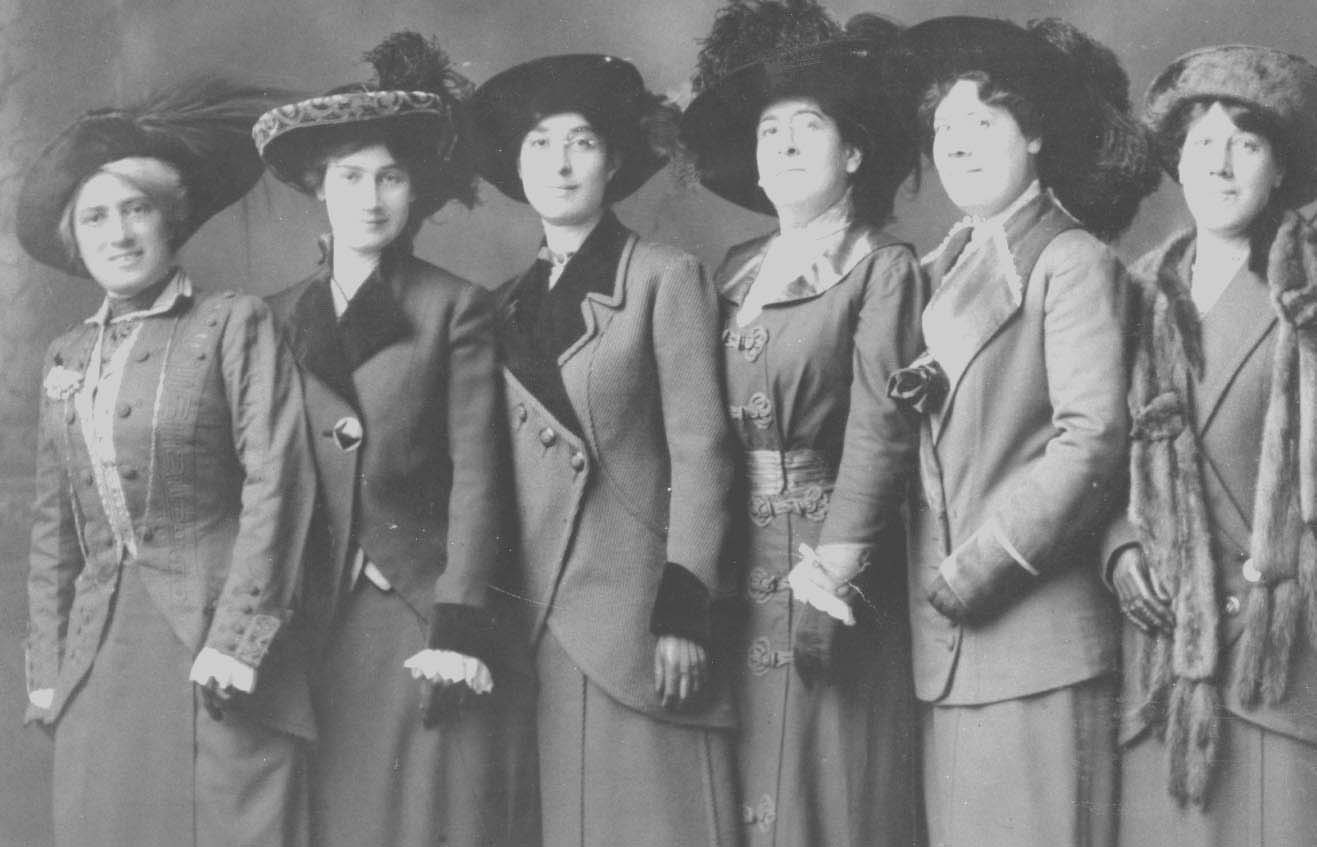
Stella Steinheimer Bauer con altre cinque donne appartenenti all'associazione di volontariato "National Council of Jewish Women" della sezione di Atlanta. Stella ne fu la presidente dal 1910 al 1912 ed è la prima sulla destra.

### Sviluppi locali

#### Clarksburg, West Virginia
Nel 1900 cinque dei sette mercanti di abbigliamento di Clarksburg (Virginia Occidentale) erano ebrei e negli anni trenta gli ebrei residenti furono generalmente commercianti. A causa della necessità di espandere la loro sinagoga nel 1939 la congregazione dell'ebraismo ortodosso si fuse col gruppo minore dell'ebraismo riformato per formare una congregazione dell'ebraismo conservatore; la vita della comunità ebraica cittadina si concentrò su questa sinagoga. Essa raggiunse un picco di popolazione di circa 300 persone attorno alla metà degli anni cinquanta e a tutt'oggi viene rappresentata ancora da 30 famiglie.

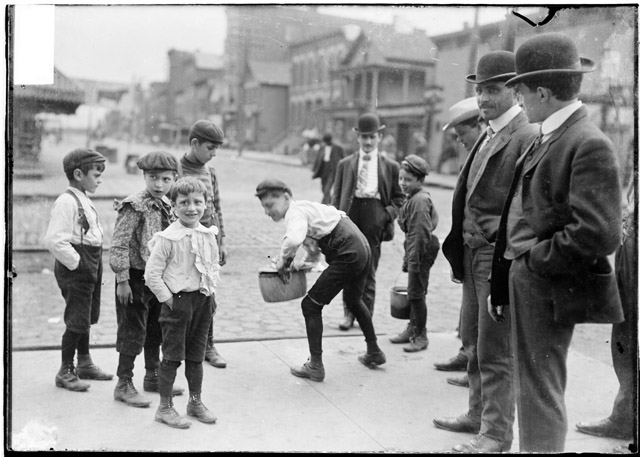
Immagine di uomini e ragazzi ebrei in piedi su un marciapiede a Chicago nel 1903. Due ragazzi stanno trasportando pentole di cibo per lo Shabbat.

#### Wichita, Kansas
Gli ebrei di Wichita modellarono un mondo etno-religioso distinto, vivace e adattato alle proprie circostanze. Avevano migrato a ovest con capitali, crediti e abilità tecniche e le loro imprese su base familiare furono delle estensioni delle attività svolte a est. Si distinsero in posizioni educative, dirigenziali e civiche. Prevalentemente ebrei tedeschi nel 1880 la loro lontananza e i piccoli numeri di cui erano costituiti incoraggiarono la pratica dell'ebraismo riformato.
L'arrivo degli ebrei ortodossi dall'Europa orientale dopo gli anni 1880 condusse a tensioni all'interno della comunità, ma spinsero anche a un rinascimento etnoreligioso. Gli ebrei tedeschi furono sempre molto rispettati a Wichita, il che facilitò l'integrazione dei nuovi arrivati askenaziti. L'intera comunità venne caratterizzata da una "tensione dinamica" tra tradizione e modernizzazione.

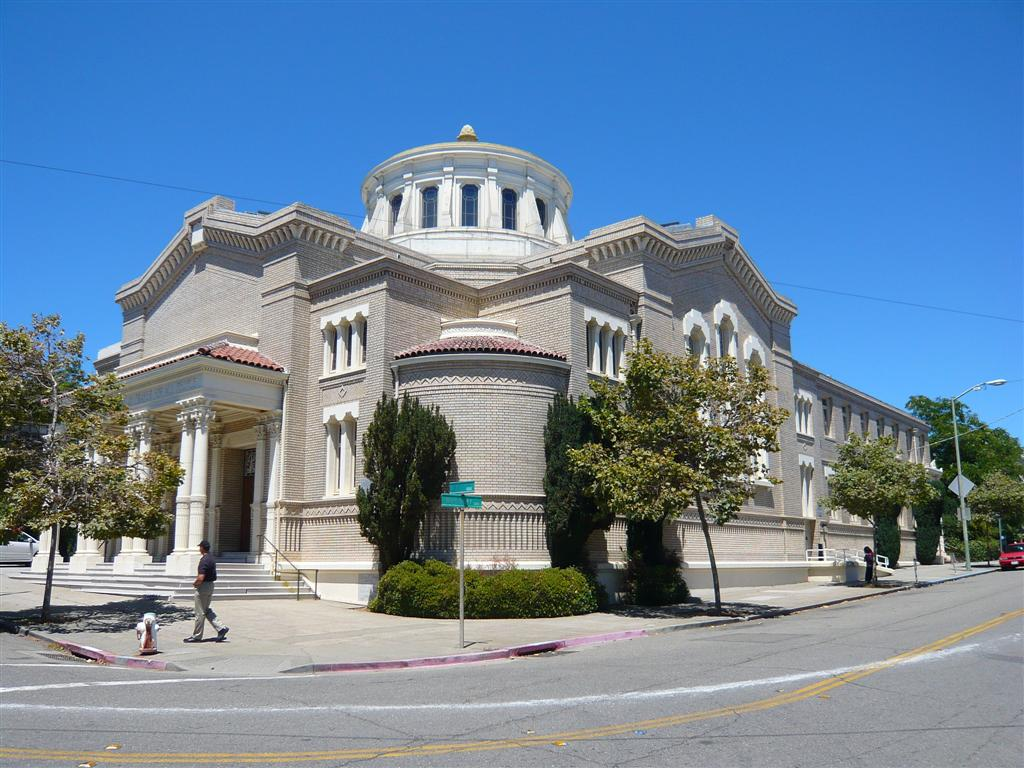
Il "Tempio Sinai", la prima sinagoga di Oakland

#### Oakland, California
La comunità ebraica di Oakland fu un tipico esempio di molte altre città. Gli ebrei svolsero un ruolo importante e furono tra i pionieri del primo centro urbano negli anni 1850; la "Oakland Hebrew Benevolent Society" fondata nel 1862 fu il centro religioso, sociale e caritatevole dell'intera comunità. La prima sinagoga, il "Tempio Sinai", venne fondata nel 1875. Gli ebrei di origini polacche predominarono e la maggior parte di loro s'impiegò in un qualche settore dell'industria dell'abbigliamento; il noto autore David Solis-Cohen fu uno dei leader della comunità di Oakland negli anni 1870.
Nel 1879, dato il numero sempre più crescente di arrivi, si organizzò una seconda congregazione, un gruppo strettamente basto sull'ebraismo ortodosso denominato "Poel Zedek". Fiorirono anche le organizzazioni religiose femminili e i loro servizi caritatevoli si estesero, oltre che agli ebrei, anche ai gentili bisognosi. "Oakland Jewry" fece parte della comunità maggiore di San Francisco, ma mantenne il proprio carattere autonomo. Nel 1882 venne eletto Gran rabbino Myer Solomon Levy; nato a Londra egli praticava l'ebraismo tradizionale.
Gli ebrei di Oakland, sia laici sia religiosi, vennero spinti a eccellere in ambito scolastico. Fannie Bernstein fu la prima ebrea a laurearsi all'Università della California - Berkeley nel 1883. La prima congregazione ebraica sponsorizzò anche una "Scuola di Sabbath" la quale ebbe 18 bambini nel 1887; essa rimase inoltre attiva negli affari pubblici e nei progetti di beneficenza fin dagli anni 1880. Il rabbino Levy fu cappellano all'assemblea legislativa statale nel 1885.
Le varie "Società di soccorso delle figlie d'Israele" continuarono a svolgere le loro buone opere sia all'interno sia all'esterno della comunità. "Beth Jacob", la congregazione tradizionale degli ebrei polacchi, continuò le proprie pratiche religiose distinte seppur mantenendo rapporti amichevoli con il gruppo principale. La prima autentica leadership sociopolitica provenne da David Samuel Hirshberg; fino al 1886 fu un funzionario della Gran Loggia B'nai B'rith. Servì come vice-sceriffo nella contea di Alameda nel 1883 e fu attivo all'interno del Partito Democratico; nel 1885 venne nominato capo cancelliere nell'United States Mint a San Francisco.
In qualità di politico ebbe dei detrattori che lo accusarono di abusare della sua posizione all'interno del B'nai B'rith per promuovere la propria carriera. Quando i rifugiati provenienti dal quartiere più povero di San Francisco il quale era finito in fiamme giunsero a Oakland la sinagoga fornì un aiuto immediato; alimenti e vestiti vennero consegnati ai bisognosi e 350 persone trovarono un posto per dormire. Per più di una settimana la sinagoga alimento fino a 500 persone per tre volte al giorno. Gran parte delle spese furono pagate dall'organizzazione "Jewish Ladies".

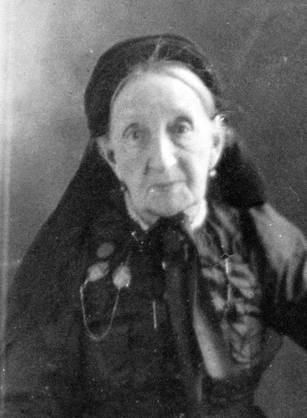
Elizabeth D. A. Cohen (qui nel 1920) fu la prima donna a laurearsi in medicina nella Louisiana

#### New Orleans, Louisiana
Secondo il Code noir gli ebrei vennero esclusi da tutto il territorio della Louisiana francese. Abraham Cohen Labatt, appartenente ai sefarditi, aiutò la formazione della prima comunità ebraica in Louisiana nel 1830. Leon Godchaux, proveniente dalla regione dell'Alsazia-Lorena inaugurò nel 1844 un commercio d'abbigliamento. Isidore Newman creò nel 1897 i grandi magazzini "Maison Blanche".
Nel 1870 gli ebrei tedeschi dell'élite cittadina fondarono la prima sinagoga di New Orleans come congregazione dell'ebraismo riformato; la maggior parte di loro rimasero fedeli sostenitori degli Stati Confederati d'America, mentre gli ebrei ortodossi askenaziti non riuscirono mai a superare di numero i riformati di "German Uptown". Elizabeth D. A. Cohen fu la prima donna medico dello Stato. Leon Charles Weiss divenne l'architetto preferito del governatore Huey Pierce Long e progettò il nuovo Campidoglio.
Dopo l'uragano Katrina abbattutosi nel 2005 su New Orleans solo il 70% della popolazione ebraica ritornò in città.

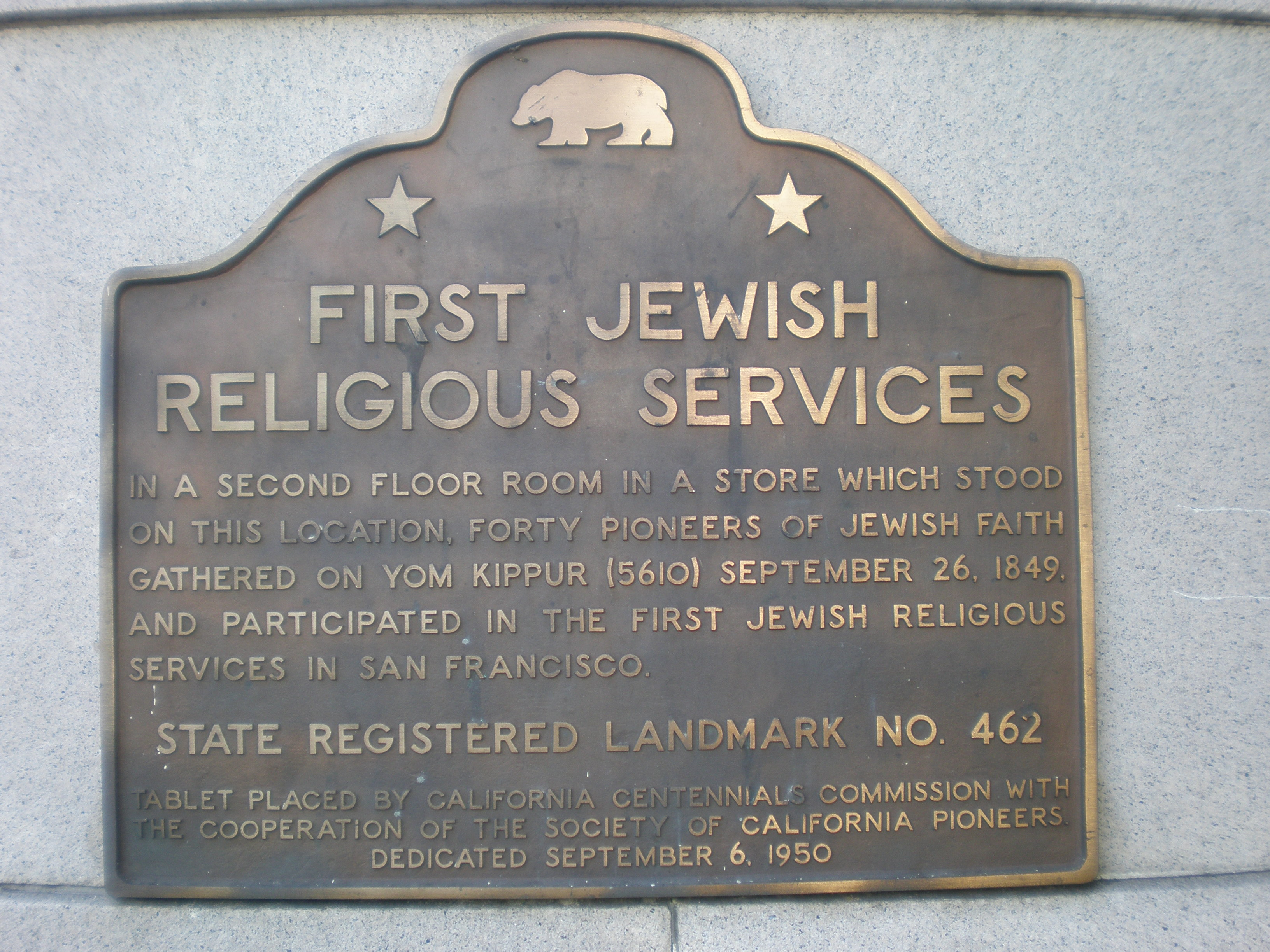
Una targa commemorativa nel sito dei primi servizi religiosi ebraici svoltisi a San Francisco a "735 Montgomery Street"

#### San Francisco, California
Gli ebrei costituirono una comunità a San Francisco durante la corsa all'oro californiana tra il 1848 e il 1855. Qui Levi Strauss fondò la prima azienda per la produzione dei blue jeans, la Levi Strauss e sempre qui Harvey Milk, attivista e politico per i diritti LGBT negli Stati Uniti d'America, venne eletto consigliere comunale. Essi sono solo due tra i più famosi ebrei di San Francisco.

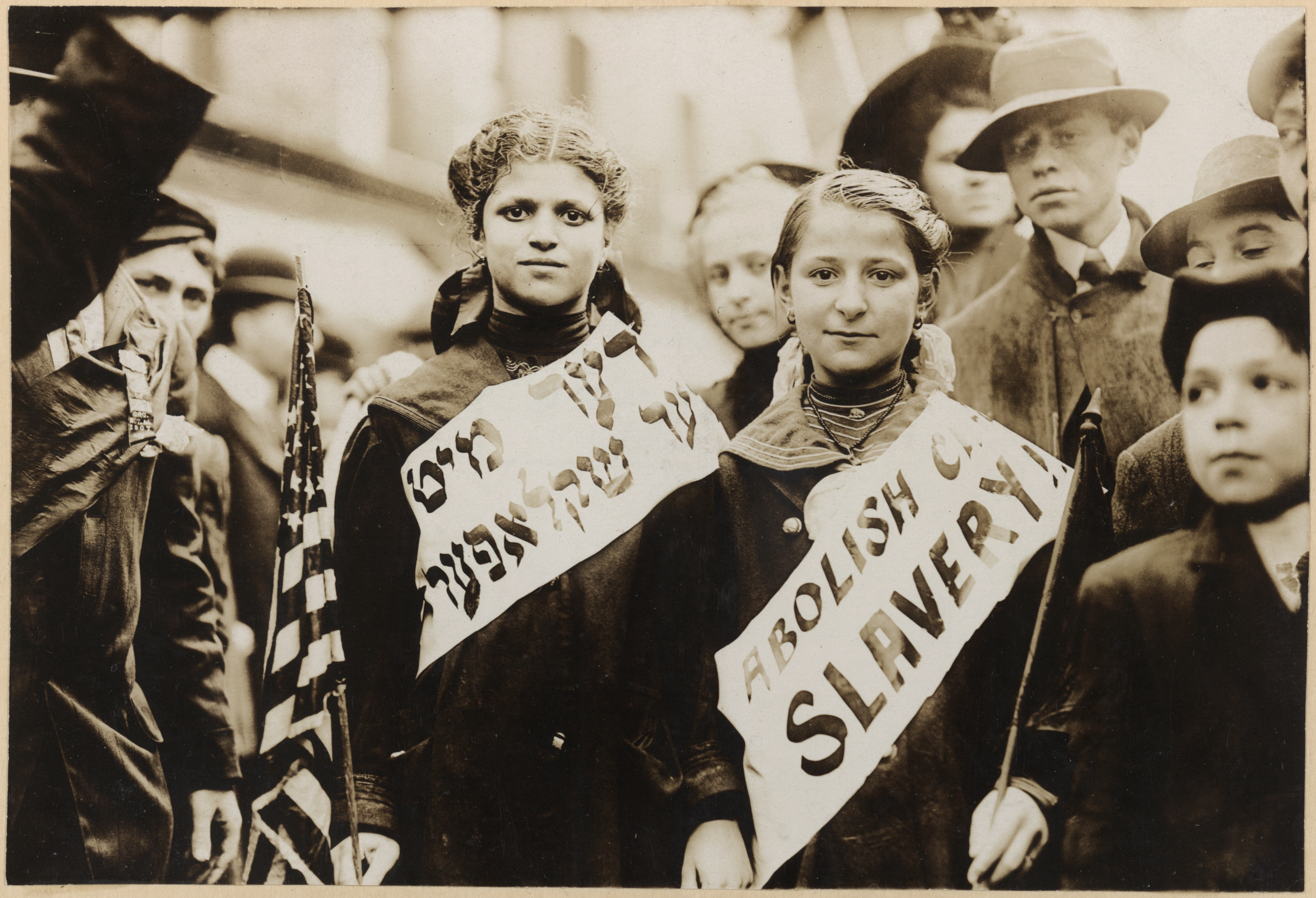
Ritratto di due ragazze che indossano striscioni con lo slogan "ABOLISH CHILD SLAVERY !!" in lingua inglese e in lingua yiddish. Foto scattata durante a celebrazione della festa dei lavoratori il 1º maggio del 1909 a New York.

## Movimenti progressisti
Con il sempre più numeroso afflusso di ebrei dall'Europa centrale e dall'Europa orientale molti membri della comunità statunitense rimasero attratti dai movimenti facenti capo al sindacato e al socialismo; numerosi organi stampa ebraici come The Forward e Morgen Freiheit ebbero un orientamento socialisteggiante. Le organizzazioni della sinistra politica quali "Workmen's Circle" e "International Workers Order" svolsero un ruolo importante all'interno della vita comunitaria ebraica fino allo scoppio della seconda guerra mondiale.
Gli ebrei americani non furono solamente coinvolti in quasi tutti i movimenti sociali più importanti, ma entrarono anche in prima linea nel promuovere questioni come i diritti dei lavoratori, i diritti civili, i diritti delle donne, la libertà di religione, i movimenti riconducibili al pacifismo e varie altre cause progressiste liberali.

## Americanizzazione
Jacob Henry Schiff svolse un ruolo di primo piano nella sua qualità di leader della comunità ebraica-statunitense alla fine del XIX secolo. In quanto ricco ebreo tedesco Schiff assunse decisioni rilevanti per quanto concernette l'arrivo di immigrati dall'Europa orientale; in un momento in cui si verificò una domanda crescente da parte dell'opinione pubblica di restrizioni dell'immigrazione egli supportò e operò a favore dell'americanizzazione ebraica. Appartenente all'ebraismo riformato sostenne la creazione dello Jewish Theological Seminary.
Prese una posizione favorevole a una forma modificata di sionismo, invertendo la sua precedente opposizione. Soprattutto credette che l'ebreo americano potesse vivere in entrambi i mondi, quello americano e quello ebraico, giungendo a creare un equilibrio che rese possibile una comunità ebraica americana duratura.
Il "National Council of Jewish Women", fondato a Chicago nel 1893, ebbe come suoi obiettivi primari la filantropia e l'americanizzazione degli immigrati ebrei. Rispondendo alle difficoltà delle donne e delle ragazze ebree originarie dell'Est europeo creò un "Dipartimento per l'aiuto agli immigrati", con l'intento di assistere e proteggere tutte le donne a partire dal momento del loro arrivo a Ellis Island fino al loro insediamento nella destinazione prescelta.
Il programma incluse l'assistenza alle immigrate con problemi di alloggio, salute e occupazione, dirigendole verso organizzazioni in cui avrebbero potuto iniziare a socializzare e a partecipare a corsi di lingua inglese, aiutandolo a mantener nonostante ciò una forte identità ebraica. Il Consiglio, plurale e non conformista, proseguì i suoi sforzi di americanizzazione e combatté contro le leggi restrittive in materia immigratoria sancite poco dopo la fine della prima guerra mondiale. Tra le attività principali vi fu l'educazione religiosa delle ragazze, solitamente del tutto ignorate dall'ebraismo ortodosso.

## Filantropia
Almeno a partire dal 1820 la filantropia organizzata divenne un valore fondamentale della comunità ebraica americana; nella maggior parte delle città le organizzazioni filantropiche sono ancora oggi il centro della comunità e il loro attivismo risulta essere molto apprezzato. Gran parte dei fondi attualmente prende la via di Israele, ma anche quella degli ospedali pubblici e privati e del settore dell'istruzione superiore; precedentemente andò agli ebrei afflitti dalla povertà.
Nel periodo intercorrente tra il 1880 e il 1930 i benestanti tedeschi dell'ebraismo riformato sovvenzionarono gli indigenti dell'ebraismo ortodosso, aiutando il loro processo di americanizzazione, contribuendo così a colmare il divario culturale presente. Questa convergenza portò gli ebrei al centro dei dibattiti politici nel periodo 1900-1930 sulla limitazione dell'immigrazione; proprio essi furono gli avversari principali e più tenaci delle restrizioni adottate, ma non riuscirono a bloccare l'approvazione nel 1924 delle misure restrittive e il loro utilizzo per contenere e respingere la maggior parte dei rifugiati in fuga dalla Germania nazista durante gli anni trenta.

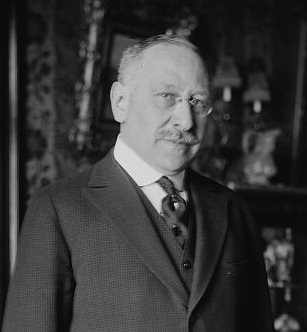
Julius Rosenwald, fondatore della Sears nonché filantropo a favore della comunità afroamericana e benefattore degli istituti scolastici nazionali

Julius Rosenwald (1862-1932) si trasferì a Chicago alla fine degli anni 1880. Acquistandone metà delle partecipazioni nel 1895 trasformò un piccolo negozio nella Sears, la principale catena di grande distribuzione organizzata statunitense; poté in tal modo utilizzare la maggior parte della ricchezza così accumulata per la filantropia, mirata soprattutto alla situazione degli afroamericani della campagna, tutto ciò in stretta collaborazione con Booker T. Washington (uno dei leader del movimento per i diritti civili degli afroamericani.
Dal 1917 al 1932 la "Rosenwald Fund" creò 5.357 scuole pubbliche per i neri. Finanziò inoltre numerosi ospedali per i neri del profondo Sud e 24 YMCA; fu un contributore importante della National Association for the Advancement of Colored People e della National Urban League. I suoi generosi finanziamenti all'Università di Chicago e alle varie filantropie ebraiche risultarono essere della stessa portata; spese un totale di 11 milioni di dollari in mecenatismo nei confronti del Museo della scienza e dell'industria di Chicago. La Fondazione ha dato tutto il suo denaro in beneficenza e ha chiuso nel 1948.

## Aumento del benessere nel corso del XX secolo
Nel corso del XX secolo gli ebrei americani aderirono al ceto medio; continuarono a sviluppare l'opulenza e divennero per lo più relativamente ricchi entro la fine del secolo.
Nel 1983 l'economista afroamericano Thomas Sowell dell'Università di Stanford ha scritto che "I redditi della famiglia ebraica sono i più alti di qualsiasi altro grande gruppo etnico presente negli Stati Uniti d'America; il 72% al di sopra della media nazionale". Sowell non manca di sottolineare che anche gli affiliati alla Chiesa episcopale negli Stati Uniti d'America sperimentano una simile prosperità comunitaria, ma che è la "distanza sociale ed economica coperta in un tempo relativamente breve" a rendere unica l'esperienza ebraica in America.
L'autore finanziario Gerald Krefetz discute il benessere che gli ebrei si sono guadagnati a seguito dell'imponente immigrazione dai Paesi europei tra il XIX e il XX secolo e attribuisce questo successo alla loro familiarità con le "negoziazioni e gli scambi, il commercio, la vita cittadina, i diritti di proprietà... e l'accumulazione di fondi per investimenti futuri".
Lo storico Edward S. Shapiro cita un'indagine condotta dalla rivista Forbes negli anni ottanta la quale ha rivelato che tra i 400 americani più ricchi ben 100 sono ebrei, con un tasso di ben nove volte superiore a quello previsto sulla base della popolazione complessiva. Shapiro stima inoltre che più del 30% dei miliardari americani sarebbero ebrei e cita un saggio pubblicato sul Financial World del 1986 che elenca i primi 100 artefici di ricchezza; metà delle persone menzionate sono ebrei, tra cui George Soros, Asher Barry Edelman, Michael Milken e Ivan Frederick Boesky.
Krefetz scrive: "Mentre vengono chiamati forza d'animo imperitura, stregoni dei mercati azionari, determinati con nervi d'acciaio, lottatori sociali o mobilità verso l'alto, gli ebrei americani hanno combattuto accanitamente per poter raggiungere la sicurezza finanziaria... Come gruppo hanno raggiunto un livello di vita più elevato e guadagnato più soldi di qualsiasi altra comunità religiosa statunitense... gli ebrei sono i più ricchi tra i ricchi".

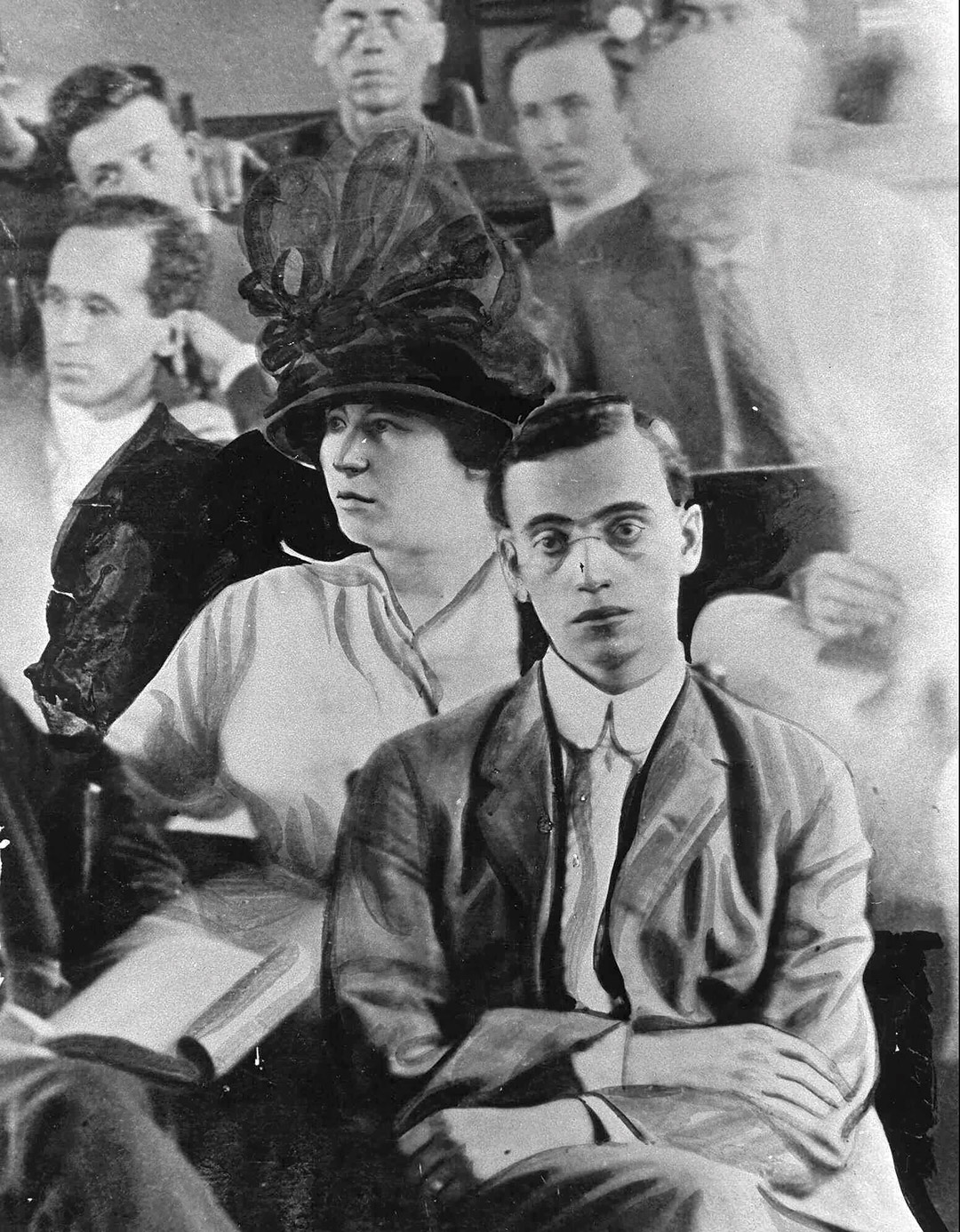
Leo Frank accanto alla moglie durante il ricorso all'appello federale nel 1915

## Linciaggio di Leo Frank
Nel 1913 il manager ebreo di una fabbrica di Atlanta, il trentenne Leo Frank, venne condannato per l'omicidio di Mary Phagan - una ragazza cristiana di 13 anni sua impiegata - alla pena di morte.
Nell'ottobre del 1913, in risposta agli attacchi rivolti contro gli ebrei che dominarono il processo, Sigmund Livingston fondò l'Anti-Defamation League (ADL) sotto la sponsorizzazione del B'nai B'rith. Il caso Frank venne esplicitamente menzionato da Adolf Kraus quando annunciò la creazione dell'ADL, ma questo non fu l'unica ragione per la fondazione del gruppo. L'ADL è diventato - e rimane a tutt'oggi - il principale gruppo ebraico che combatte l'antisemitismo negli Stati Uniti d'America.
Nel 1915 il governatore della Georgia John Marshall Slaton commutò la pena di Frank all'ergastolo, avendo rinvenuto prove che riteneva essere sufficienti per crederlo innocente. A causa della vasta indignazione pubblica seguita a questa decisione venne costituita una banda di aggressori della Georgia la quale sequestrò Frank dalla prigione in cui si trovava detenuto e lo sottopose a linciaggio.
Il 25 novembre del 1915, due mesi dopo che Frank era stato linciato, un gruppo guidato da William Joseph Simmons bruciò un'enorme croce di legno sulla cima di Stone Mountain, inaugurando in tal modo la rinascita del Ku Klux Klan: all'evento presenziarono 15 membri fondatori e alcuni anziani superstiti del Klan originale. Il nuovo Klan contribuì ampiamente a diffondere la visione che l'anarchismo, il comunismo e gli ebrei avessero l'intenzione dichiarata di sovvertire i valori e gli ideali americani.

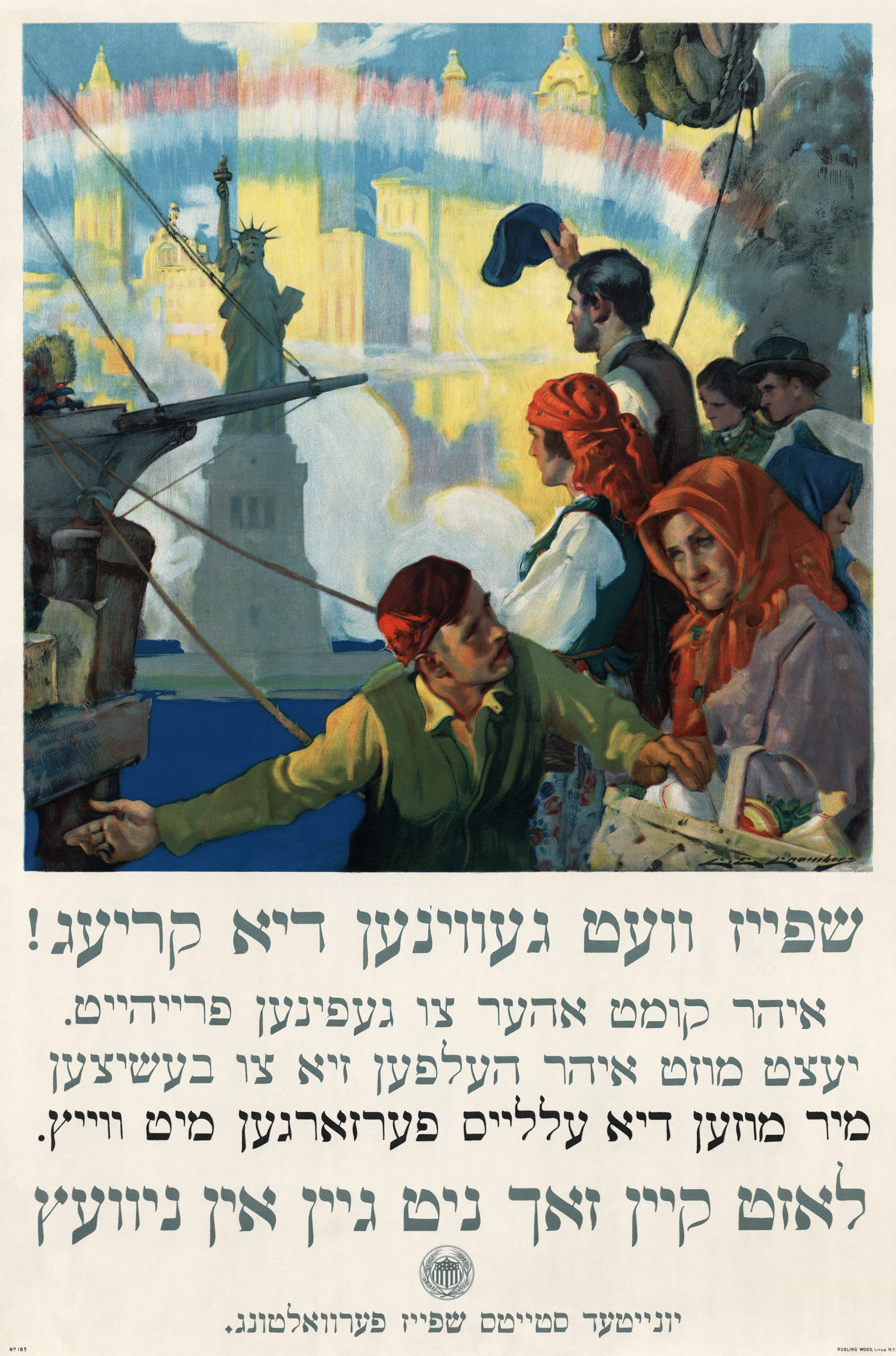
Poster del 1917 scritto in lingua yiddish. Traduzione: "Il cibo vincerà la guerra - Tu sei venuto qui a cercare la libertà, ora devi aiutare a conservarla - Il grano è necessario per gli alleati - non perdere nulla".

## Prima guerra mondiale
Le simpatie degli ebrei americani contribuirono a rompere le separazioni etniche, con i nuovi arrivati di lingua yiddish inclinanti verso il sionismo e la comunità ebraica di origini tedesche in gran parte all'opposizione. Negli anni 1914-16 vi furono pochi gruppi ebraici favorevoli all'ingresso nella prima guerra mondiale; molti considerarono il Regno Unito come ostile agli interessi ebraici. New York con il suo elemento ben organizzato il quale contava 1,5 milioni di ebrei fu il centro dell'attivismo per il pacifismo.

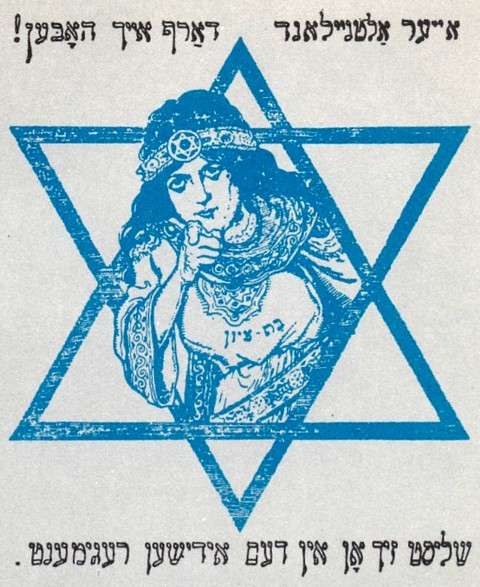
Poster di reclutamento in lingua yiddish per la Legione Ebraica pubblicato nelle riviste ebraiche americane durante la prima guerra mondiale. La "Figlia di Sion" (Bat Zion) rappresenta sia Gerusalemme sia l'intero popolo ebraico.

Una maggiore preoccupazione destava la situazione degli ebrei nell'Impero russo in quanto era noto che tollerava i pogrom e seguiva politiche apertamente a favore dell'antisemitismo. Come ha riferito lo storico Joseph Rappaport attraverso il suo studio sulla stampa yiddish nel corso della guerra "il filo-germanismo degli ebrei immigrati d'America era una conseguenza inevitabile della loro russofobia".
Il crollo del regime degli Zar a seguito della Rivoluzione di febbraio rimosse un ostacolo importante per molti ebrei i quali avevano sempre rifiutato di sostenere lo zarismo. Il processo si riverberò anche tra i pacifisti newyorkesi in quanto l'opposizione della sinistra politica alla guerra collassò in gran parte quando i sionisti intravidero la possibilità di utilizzare il conflitto per richiedere l'istituzione di uno Stato ebraico in Terra di Israele.
Il numero degli ebrei che servirono nelle United States Armed Forces fu sproporzionato rispetto alla loro rappresentanza demografica generale. I 250 000 ebrei militari rappresentarono circa il 5% delle forze armate americane, a fronte del 3% di popolazione ebraica tra la popolazione totale.
A partire dal 1914 la comunità ebraica statunitense mobilitò le proprie risorse per portare aiuto alle vittime della guerra europea. Collaborando a un livello mai visto in precedenza le varie fazioni comunitarie, originari nativi e immigrati, riformati, ortodossi, secolari e socialisti s'impegnarono nella creazione di quello che divenne noto come "Comitato americano di distribuzione congiunta ebraica". Si riuscirono a raccogliere 63 milioni di dollari da destinarsi ai fondi di soccorso durante il periodo del conflitto; gli ebrei statunitensi cominciarono al contempo a immergersi più che mai negli affari ebraici.

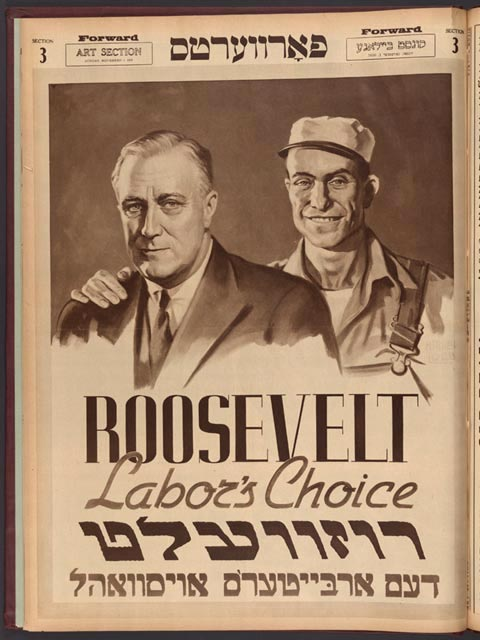
Il giornale yiddish The Forward a sostegno di Franklin Delano Roosevelt durante la campagna per le elezioni presidenziali negli Stati Uniti d'America del 1936

## Anni trenta
Il produttore esecutivo Davi Gerber descrive la metà e la fine degli anni trenta come un periodo caratterizzato da un "antisemitismo molto vicino al fascismo e all'anticomunismo che ha accusato gli ebrei per la Grande depressione e le crisi internazionali del continente europeo".

### Rifugiati dalla Germania nazista di Hitler
Negli anni precedenti e durante la seconda guerra mondiale il Congresso degli Stati Uniti d'America, l'amministrazione del presidente degli Stati Uniti d'America Franklin Delano Roosevelt e l'opinione pubblica nella sua generalità espressero la loro preoccupazione circa il destino degli ebrei europei, ma rifiutarono sempre di consentire l'immigrazione su vasta scala dei rifugiati.
In un rapporto emesso dal Dipartimento di Stato degli Stati Uniti d'America il sottosegretario Stuart Eizenstat osservò che l'America aveva accettato soltanto 21 000 rifugiati provenienti dall'Europa e questo numero non aumentò, anzi addirittura si accrebbero le quote restrittive, accettando molto meno ebrei pro capite rispetto a molti paesi neutrali e comunque meno in termini assoluti rispetto alla Svizzera.
Secondo l'autore David Wyman "gli Stati Uniti e i suoi alleati non erano disposti a tentare quasi nulla per salvare gli ebrei".
La forte opposizione americana all'immigrazione nella sua generalità alla fine degli anni trenta fu motivata da gravi pressioni economiche, dall'alto tasso di disoccupazione, dalla frustrazione sociale e dalla disillusione. Il rifiuto degli Stati Uniti di sostenere specificamente l'immigrazione ebraica derivò principalmente da un altro fattore, vale a dire l'antisemitismo, che era aumentato alla fine degli anni trenta e che continuò a crescere ancora negli anni quaranta. Esso fu un ingrediente importante nella risposta negativa dell'America ai rifugiati ebrei.

### La "MS St. Louis"
L'MS St. Louis salpò da Amburgo nel maggio del 1939 con a bordo 936 rifugiati ebrei, per lo più tedeschi. Il 4 giugno gli venne rifiutata l'autorizzazione a far sbarcare i passeggeri su ordini direttamente provenienti da Roosevelt, quando ancora la nave si trovava nel Mar dei Caraibi tra la Florida e Cuba. Inizialmente Roosevelt dimostrò una disponibilità limitata ad accogliere solo alcune delle persone che si trovavano a bordo, ma l'"Immigration Act of 1924" considerò ciò illegale e vi fu una fortissima resistenza pubblica. La nave tornò in Europa; 620 passeggeri furono accettati dai paesi continentali e di questi solamente 365 sopravvissero alla Shoah.

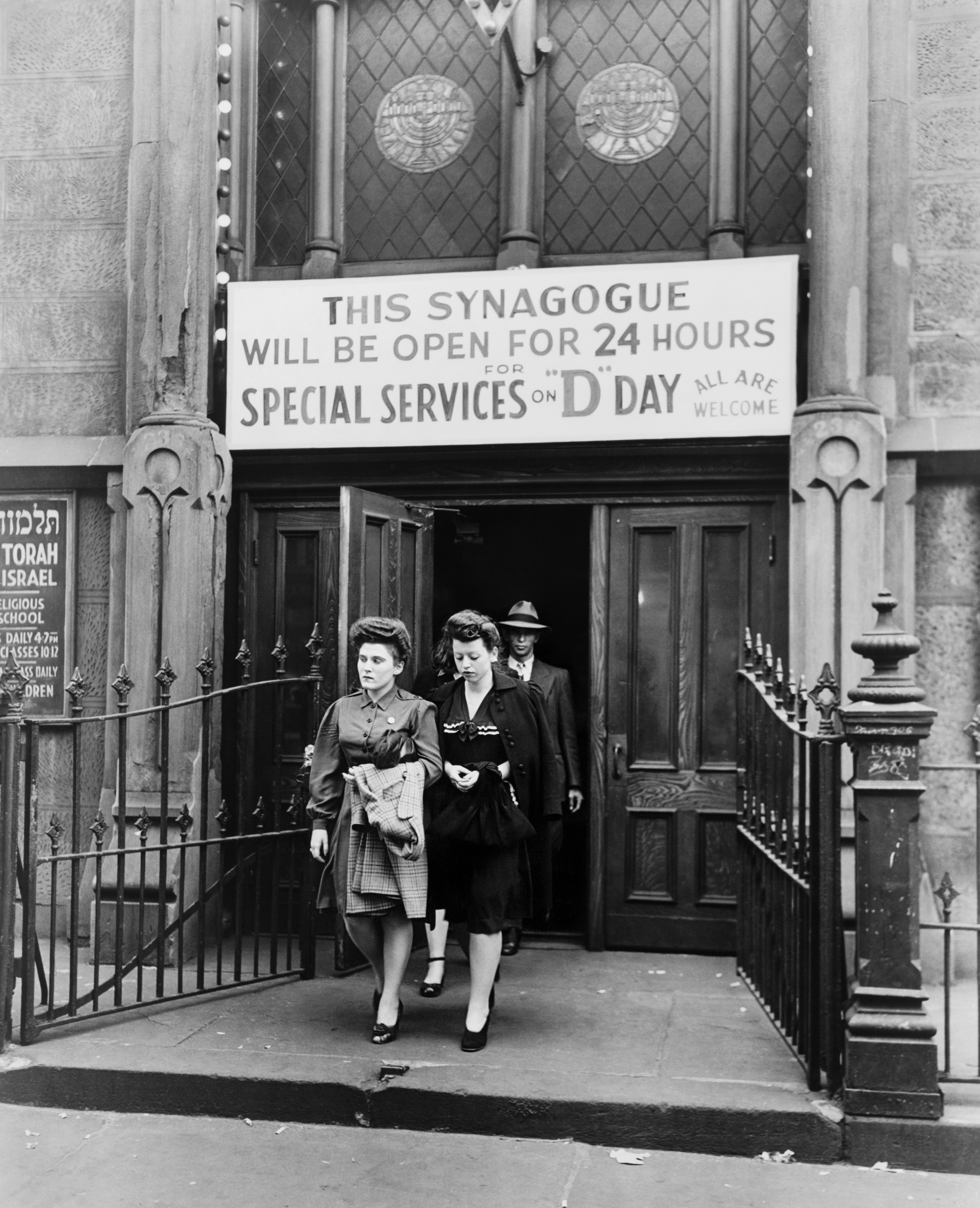
La sinagoga di Manhattan rimase aperta 24 ore su 24 per poter celebrare le funzioni il giorno del D-Day

### Seconda guerra mondiale
Le politiche restrittive nei riguardi dell'immigrazione non vennero mai rimosse durante la guerra; le notizie riguardanti la Shoah cominciarono a raggiungere gli Stati Uniti tra il 1941 e il 1942 ed è stato stimato che almeno 190 000-200 000 ebrei avrebbero potuto essere salvati se non fosse stato per gli ostacoli burocratici all'immigrazione deliberatamente creati dal diplomatico Samuel Miller Breckinridge Long e da altri politici.
Fornire un asilo sicuro alla popolazione ebraica europea non costituì una priorità per gli Stati Uniti durante la guerra e la stessa comunità ebraica americana non si rese conto della gravità dell'Olocausto fino al termine del conflitto.

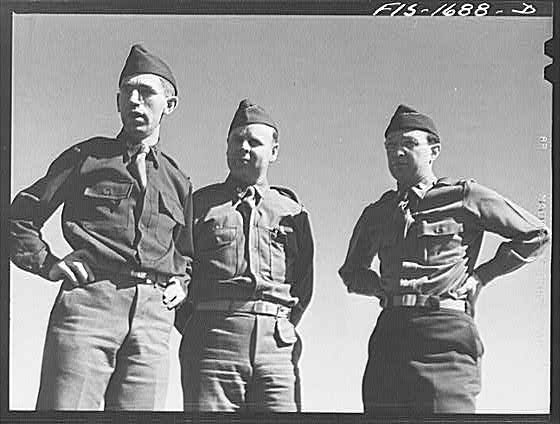
Un ufficiale militare cattolico, uno protestante e uno ebreo nel 1942

### Shoah
Nel corso della seconda guerra mondiale la comunità ebraica americana rimase aspramente e profondamente divisa; non fu in grado di creare un fronte comune. La maggior parte degli ebrei askhenaziti favorirono il sionismo il quale vedeva nel ritorno all'antica patria storica come l'unica soluzione possibile; ma questo ebbe l'effetto immediato di distogliere l'attenzione dalle notizie sempre più tragiche provenienti dalla Germania nazista.
Gli ebrei tedeschi erano allarmati dal nazionalsocialismo, ma al contempo sdegnosi del sionismo. I sostenitori di uno Stato e di un esercito ebraico cominciarono ad attivarsi, ma molti leader erano talmente timorosi di un ritorno dell'antisemitismo negli Stati Uniti d'America da chiedere a tutti di mantenere un basso profilo pubblico. Un importante sviluppo rappresentò l'improvvisa conversione della maggioranza dei leader comunitari al sionismo verso la fine del conflitto.
Quello che stava realmente accadendo in Europa venne ampiamente ignorato dei mezzi di comunicazione di massa americani. Il perché di tutto questo è stato spiegato dalla posizione anti-sionista assunta da Arthur Hays Sulzberger, editore del The New York Times durante tutto il corso della guerra.
Rifacendosi alla posizione classica dell'ebraismo riformato il quale definiva per l'appunto l'ebraismo come fede religiosa e non come popolo, Sulzberger insistette sul fatto che in quanto americano vedeva gli ebrei europei quali parte del più ampio problema dei rifugiati e non come un evento distinto da esso. Nella sua qualità di editore del giornale più influente della nazione permise soltanto una manciata di editoriali riguardanti la Shoah durante la guerra; egli sostenne la campagna anti-sionista promossa dall'"American Council for Judaism".
Anche dopo che si conobbero i numeri effettivi del tentativo di genocidio, ritenne che tutti i profughi avessero sofferto in egual misura. Si oppose alla creazione di Israele; attenuò l'enorme influenza potenziale del proprio quotidiano eliminando dalla pagina editoriale tutte le preoccupazioni inerenti alle questioni riguardanti gli ebrei e seppellendo le storie sulle atrocità naziste correlate all'antisemitismo solo in brevi articoli interni.
Nel contempo entrò sempre più in contrasto con gran parte della comunità ebraica a causa del suo persistente rifiuto di riconoscere gli ebrei come popolo e ciò malgrado le sue opinioni sugli evidenti difetti della democrazia americana. Mentre gli ebrei possedettero ben pochi quotidiani prestigiosi al livello del Times, ebbero invece però un'importante presenza a Hollywood e nelle emittenti radiofoniche; ma anche il cinema e la radio, con rare eccezioni, evitarono d'interrogarsi sulla persecuzione nazista degli ebrei prima dell'attacco di Pearl Harbor.
I produttori esecutivi ebrei non desiderarono essere accusati di sostenere la cosiddetta "propaganda ebraica" facendo film con tematiche apertamente improntate all'antifascismo. In realtà furono pressati da organizzazioni come l'Anti-Defamation League e dai leader nazionali perché evitassero tali tematiche affinché gli ebrei americani non avessero a subire gli eventuali contraccolpi antisemitici.
Nonostante il forte sentimento pubblico e politico volto al contrario, vi furono tuttavia alcuni che incoraggiarono il governo statunitense a cercare di aiutare le vittime dello sterminio nazista. Nel 1943, poco prima di Yom Kippur, 400 rabbini appartenenti per lo più all'ebraismo ortodosso marciarono a Washington nel tentativo di attirare l'attenzione sulla situazione delle vittime della Shoah.
Una settimana dopo il senatore William Warren Barbour, esponente del Partito Repubblicano del New Jersey e uno dei pochi politici che incontrarono i rabbini sui gradini del Campidoglio, propose una legislazione che avrebbe permesso a più di 100 000 profughi di emigrare temporaneamente in America. Barbour morì sei settimane dopo la presentazione del disegno di legge il quale non passò. Una richiesta parallela venne introdotta alla Camera dei rappresentanti - questa volta da un membro del Partito Democratico - Samuel Dickstein, con lo stesso risultato.
Durante l'Olocausto meno di 30 000 ebrei all'anno raggiunsero sani e salvi gli Stati Uniti e alcuni di loro vennero respinti a causa delle politiche restrittive sull'immigrazione le quali non furono parzialmente cambiate fino al 1948. Ai giorni nostri leggi che richiedono l'insegnamento della Shoah nei libri di testo degli istituti scolastici esistono in cinque degli Stati federati degli Stati Uniti d'America: in California dal 1985, nell'Illinois dal 1989, nel New Jersey dal 1991, nella Florida dal 1994 e infine a partire dallo stesso anno da New York. 

#### Impatto
Il genocidio perpetrato contro la popolazione ebraica europea produsse un impatto profondo sulla comunità statunitense, soprattutto dopo il 1960, in quanto gli ebrei cercarono di comprendere ciò che fosse realmente accaduto e soprattutto di commemorare l'evento e di affrontarlo quando si volsero in direzione del futuro.
Abraham Joshua Heschel ha riassunto questo dilemma quando ha tentato di comprendere Auschwitz: "Per cercare di rispondere è necessario commettere una suprema blasfemia. Israele ci consente di sopportare l'agonia di Auschwitz senza disperazione radicale, di percepire un raggio dello splendore divino anche nelle giungle della storia".

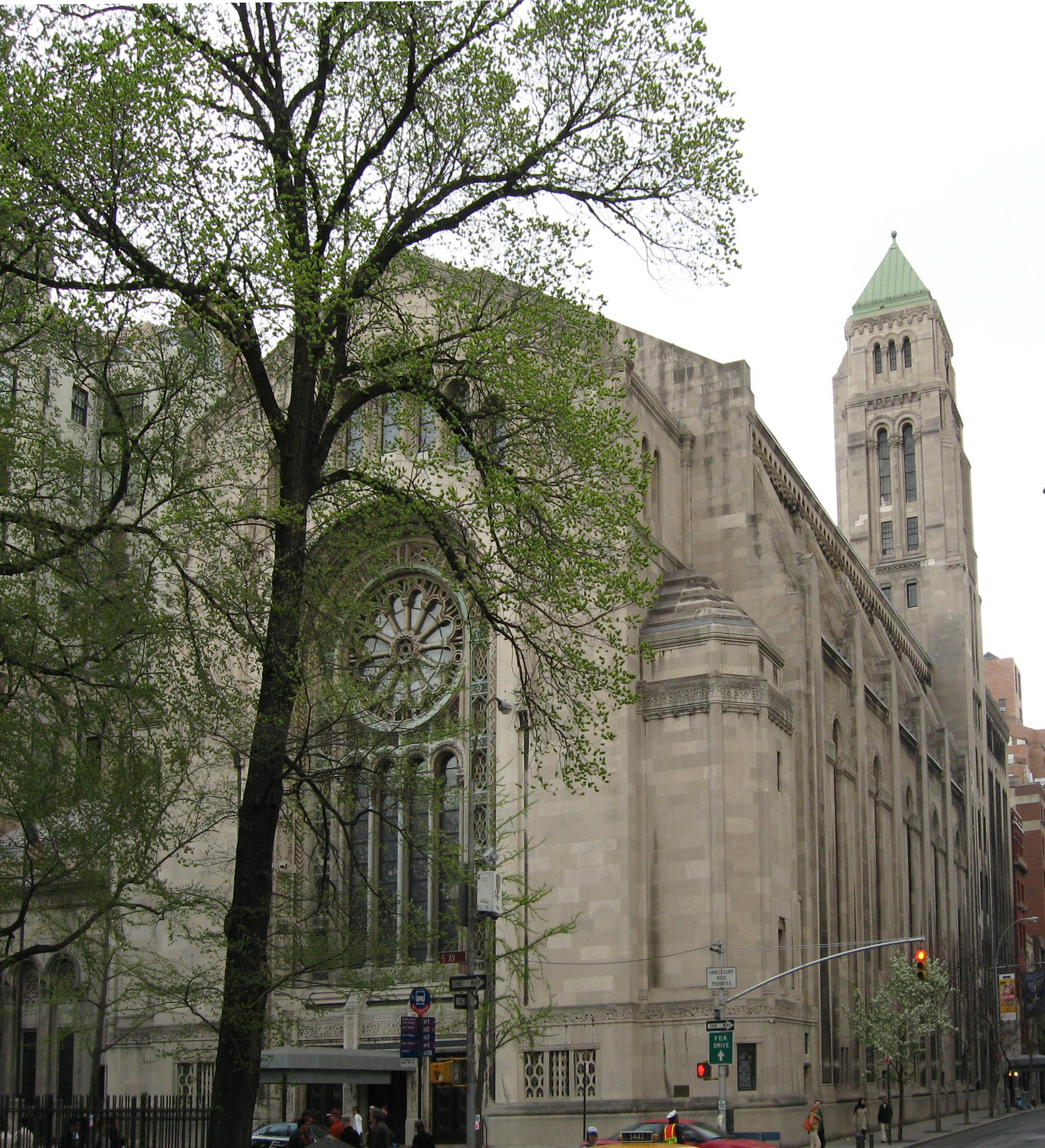
Il Tempio Emanu-El (1929) a New York, sede dell'ebraismo riformato, sulla Quinta Strada

## Secondo dopoguerra
Mezzo milione di ebrei americani (la metà degli uomini ammissibili) combatterono durante la seconda guerra mondiale e nel dopoguerra le famiglie più giovani aderirono alla nuova tendenza della suburbanizzazione. Lì gli ebrei si sono sempre più assimilati e hanno mostrato un consistente aumento del matrimonio interreligioso. I sobborghi hanno facilitato la formazione di nuovi centri in quanto l'iscrizione alla scuola ebraica è più che raddoppiata tra il 1945 e la metà degli anni cinquanta, mentre l'affiliazione alla sinagoga è passata dal 20% nel 1930 al 60% nel 1960; la crescita più sostenuta è avvenuta all'interno dell'ebraismo riformato e, in special modo, nelle congregazioni dell'ebraismo conservatore.
Non essendo mai stati sottoposti a un'aperta persecuzione, gli Stati Uniti si trovarono a essere dopo la guerra il centro dell'ebraismo più grande, più ricco e più in salute del mondo. Le più piccole comunità nazionali si sono rivolte sempre più all'ebraismo americano per ottenere un orientamento e un sostegno.
Subito dopo il 1945 alcuni rifugiati ebrei ripararono negli Stati Uniti e un'altra ondata di profughi provenienti dalle nazioni del mondo arabo (i Mizrahì) si stabilì in America a seguito dell'espulsione dai propri Paesi d'origine.

### Creazione dello Stato d'Israele
Con la sua istituzione nel 1948 Israele è diventato il punto focale della vita e della filantropia ebraica americana, nonché il simbolo intorno al quale gli ebrei americani si sono uniti.

### Guerra dei sei giorni
La guerra dei sei giorni del giugno 1967 ha segnato un punto di svolta nella vita di molti ebrei dell'epoca. La paura paralizzante di un "secondo olocausto", seguita da una vittoria apparentemente miracolosa di Israele sugli eserciti arabi coalizzati intenzionati a distruggerlo, colpì i sentimenti e i più profondi accordi emotivi. Il sostegno finanziario a Israele da parte ebraica americana è salito bruscamente durante la guerra e dopo di allora sempre più rispetto a quanto non avessero mai scelto di fare in precedenza; ciò per rendere Israele la loro casa permanente.
Un vivo dibattito interno è iniziato a seguito della guerra. La comunità ebraica americana era divisa se accettare o meno la giustificazione israeliana; la grande maggioranza si è trovata ad accogliere l'idea della guerra come necessaria. Una certa tensione si è verificata soprattutto negli ebrei della sinistra politica, tra la loro ideologia improntata al libertarismo e il sostegno sionista a questo conflitto. Una tale risoluzione ha mostrato la profondità e la complessità delle risposte ebraiche ai vari eventi degli anni sessanta.

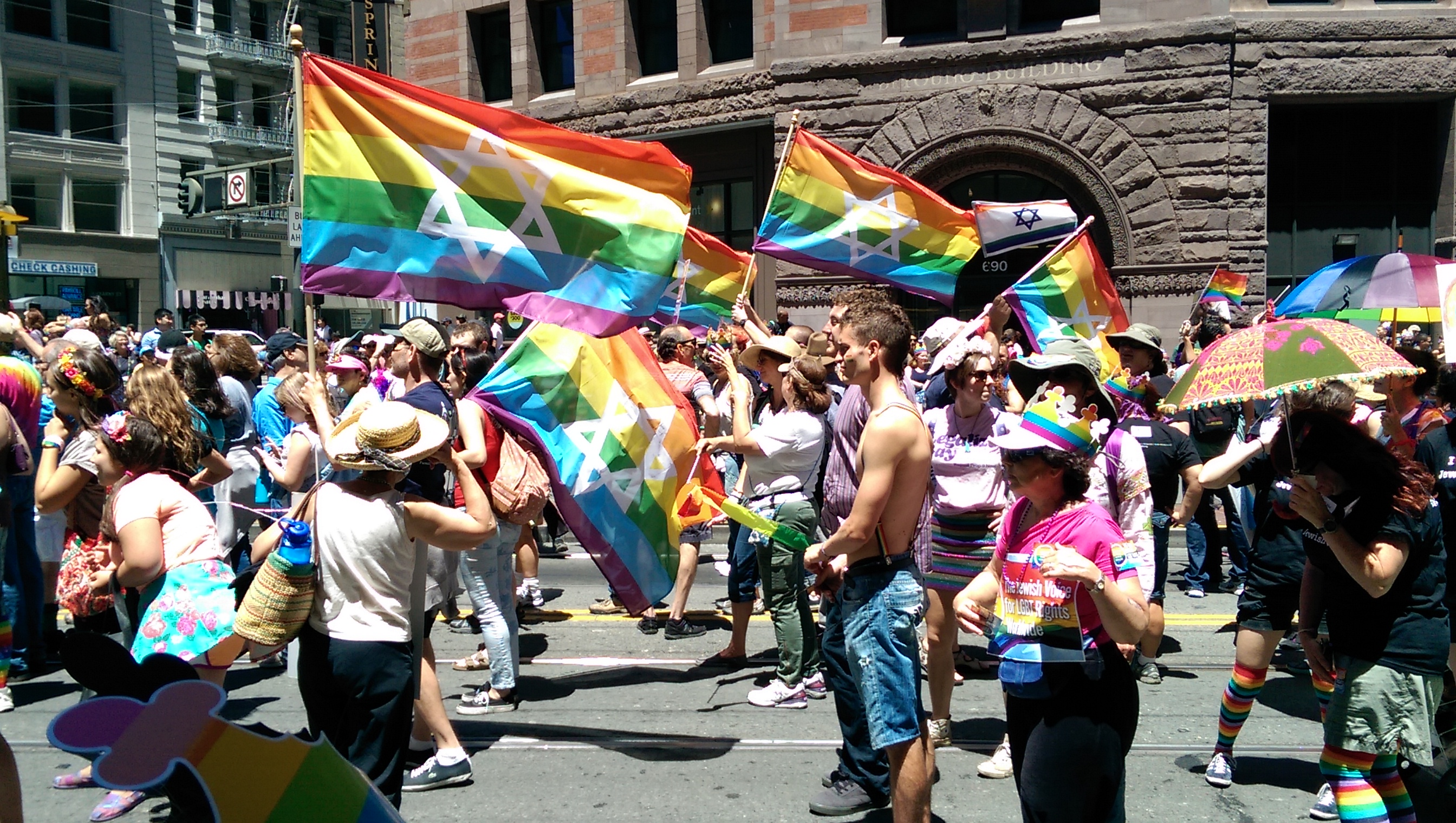
Giovani ebrei partecipanti al Gay pride di San Francisco nel 2014

### Diritti civili
Gli ebrei sono stati molto visibili come dirigenti dei movimenti per i diritti civili rivolti a tutti gli americani, inclusi sé stessi e gli afroamericani. Seymour Siegel sostiene che la lotta storica contro il pregiudizio incontrato dal popolo ebraico ha portato a una simpatia naturale nei riguardi di ogni gruppo che si trova a confrontarsi con la discriminazione.
Questo ha portato altri ebrei a discutere del rapporto che avevano con gli afroamericani. I leader ebrei hanno parlato alle due grandi marce iconiche dell'epoca; Joachim Prinz, presidente dell'"American Jewish Congress", è apparso alla marcia su Washington per il lavoro e la libertà il 28 agosto del 1963, osservando che "come ebrei portiamo a questa grande manifestazione, in cui migliaia di noi partecipano con orgoglio, una duplice esperienza, quella dello spirito e quella della nostra storia". Due anni dopo Abraham Joshua Heschel dello Jewish Theological Seminary si è trovato in prima file alle marce da Selma a Montgomery.
All'interno dell'ebraismo il crescente coinvolgimento nel movimento per i diritti civili degli afroamericani ha però causato anche tensioni. Il rabbino Bernard Wienberger ha esemplificato questo punto di vista, avvertendo che "gli ebrei liberali settentrionali" avrebbero messo a repentaglio gli ebrei meridionali che si sono trovati ad affrontare l'ostilità da parte dei meridionali bianchi a causa delle loro controparti settentrionali. Tuttavia le risposte ebraiche più note al movimento dei diritti civili e alle relazioni con i neri hanno appoggiato l'accettazione e contrastato i pregiudizi; si è verificato un coinvolgimento degli ebrei del tutto sproporzionato nel movimento.
Nonostante questa storia di partecipazione condivisa le relazioni tra gli afroamericani e gli ebrei sono stati talvolta contrastanti a causa della loro vicinanza e soprattutto delle differenze di classe, questo in special modo a New York e in altre grandi aree urbane.

### Nuovi sviluppi locali

#### Nashville, Tennessee
L'ebraismo riformato, prevalentemente di origini tedesche, divenne la comunità più grande e influente di Nashville nel corso della prima metà del XX secolo; conseguì buone relazioni sia con le congregazioni dell'ebraismo ortodosso sia con quelle dell'ebraismo conservatore. Alcuni rifugiati ebrei tedeschi si stabilirono a Nashville tra il 1935 e il 1939, aiutati in ciò da famiglie di primo piano della città.
Sia gli ortodossi sia i conservatori trasferirono le proprie sinagoghe nei sobborghi entro il 1949 e tutta la comunità ebraica si spostò a sud-ovest di circa cinque miglia. Sebbene esistesse una sottile discriminazione sociale gli ebrei nonostante tutto godettero del rispetto generale. L'accettazione pubblica tuttavia richiedeva la complicità nell'ambito della segregazione razziale negli Stati Uniti d'America. The Observer, il settimanale ebraico locale, cercò di trovare un mezzo intermedio tra l'assimilazione e il particolarismo, ma dopo anni di appello alla solidarietà del gruppo accettò che la comunità fosse pluralista.

#### Palm Springs, California
All'incirca 32 000 ebrei risiedono nell'area di Palm Springs, come segnalato dall'"United Jewish Congress of the Desert". La comunità è stata ampiamente conosciuta per le sue celebrità di Hollywood. L'editore di Filadelfia Walter Hubert Annenberg aprì il "Tamarisk Country Club" nel 1946, dopo che gli venne rifiutata l'adesione al club di Los Angeles "Lakeside". Ma i suoi legami con Hollywood e le sue corporazioni hanno reso velocemente il suo club di campagna un trionfo; assunse fin da subito una politica che permettere a chiunque, indipendentemente dalla "razza" e dalla religione, di poter accedere alla propria struttura.
Molti ebrei americani anziani della costa orientale e dell'area metropolitana di Los Angeles vengono in villeggiatura nei climi caldi della valle di Coachella. Negli anni novanta erano una componente essenziale della demografia nell'intera zona distrettuale. Esistono dodici luoghi di culto ebraici tra cui un centro comunitario a Palm Desert, dove circa il 20-25% dell'intera popolazione è di origine ebraica.
Palm Springs ospita l'annuale "Winter Festival of Lights", iniziata come una sfilata separata per celebrare la Chanukkah durante gli anni sessanta. Nel corso del tempo questa e la sfilata a tema di Natale si fusero giungendo così a festeggiare insieme l'accensione delle Menorah, degli alberi di Natale e del Capodanno.

#### Miami, Florida
Dopo il 1945 molti ebrei nordorientali si trasferirono in Florida, specialmente a Miami, Miami Beach e nelle città dei dintorni. Trovarono cibi familiari e migliori condizioni atmosferiche e fondarono comunità meno tradizionali, dove si sviluppò un materialismo più accentuato e un ebraismo meno orientato al tempo libero e meno disciplinato. Molti di loro abbandonarono la loro religiosità e cominciarono a frequentare le funzioni solo durante Rosh haShana e Yom Kippur. Nell'affiliazione alle sinagoghe della Florida meridionale l'adesione della comunità ebraica e il contributo pro capite alla "United Jewish Appeal" e alla "Jewish Federation United" sono tra i più bassi di tutto l'ebraismo statunitense.

#### Princeton, New Jersey

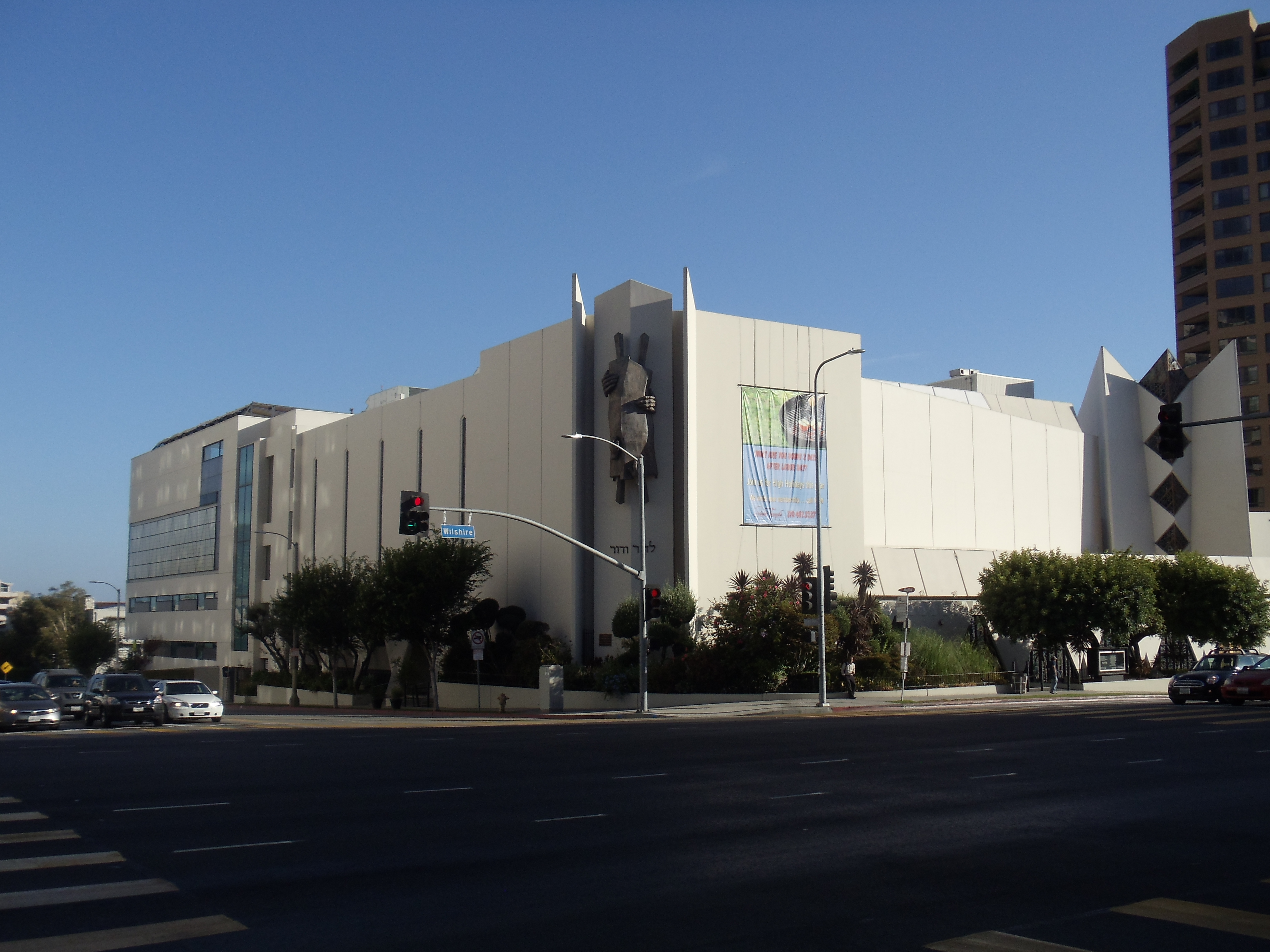
L'esterno del "Tempio Sinai" a Westwood (Los Angeles)

#### Beverly Hills, Los Angeles
Circa il 20-25% della popolazione di questo ricco sobborgo di Los Angeles è costituita da ebrei e il 20% di questi sono persiani. Quasi 1/4 dell'adesione al "Tempio Sinai", una delle sinagoghe più celebri del vicino distretto di Westwood, viene data da parte di ebrei iraniani.

## Antisemitismo

Percentuale di popolazione ebraica statunitense nel 2000

## Situazione corrente
Gli ebrei americani continuano a prosperare anche all'inizio del XXI secolo. Essi sono rappresentati in modo sproporzionato nel campo degli affari, nel mondo accademico e nella politica. Il 40% dei partner delle principali società di diritto di New York e di Washington sono ebrei. Il 30% dei vincitori statunitensi del premio Nobel scientifico e il 375 di tutti i vincitori del Nobel americano sono ebrei. Un 30% degli studenti della Ivy League sono ebrei.
Demograficamente la popolazione non sta aumentando. Con il loro successo gli ebrei americani si sono sempre più assimilati all'interno della cultura degli Stati Uniti d'America, con elevati tassi di matrimoni misti che hanno determinato una caduta o un tasso di popolazione costante in un momento in cui il paese stava procedendo in piena espansione. Non è cresciuta notevolmente dal 1960, ciò comporta una percentuale minore della popolazione totale rispetto a quella del 1910 e sembra probabilmente testimoniare un effettivo calo dei numeri nei prossimi decenni.
Anche gli ebrei hanno iniziato a muoversi in direzione dei sobborghi, con grandi scambi di popolazione da New York e dagli Stati Uniti d'America nord-orientali verso la Florida e la California. Nuove organizzazioni ebraiche sono state in tal modo fondate per ospitare un crescente numero di attività religiose e comunitarie, ma tutto questo con una notevole dispersione geografica.
Politicamente la popolazione ebraica è rimasta fortemente liberale; il modello democratico prosegue anche nel XXI secolo. Dal 1936 in poi la grande maggioranza degli ebrei hanno votato per il Partito Democratico. Nel 2004 il 74% di loro ha espresso la propria preferenza per John Kerry, un cattolico con parziali origini ebraiche e nel 2006 l'87% ha votato per i candidati democratici della Camera dei rappresentanti. Negli anni novanta stavano diventando rilevanti in innumerevoli governi statali e all'interno del Congresso degli Stati Uniti d'America.
Si sono infine rivelati dei forti e motivati sostenitori del Movimento per i diritti civili degli afroamericani, continuando a esserlo tuttora.

### Auto-identità

Il logo dell'Unione Ortodossa, apposto ai prodotti Casherut in tutti gli Stati Uniti d'America e spesso altrove nel mondo

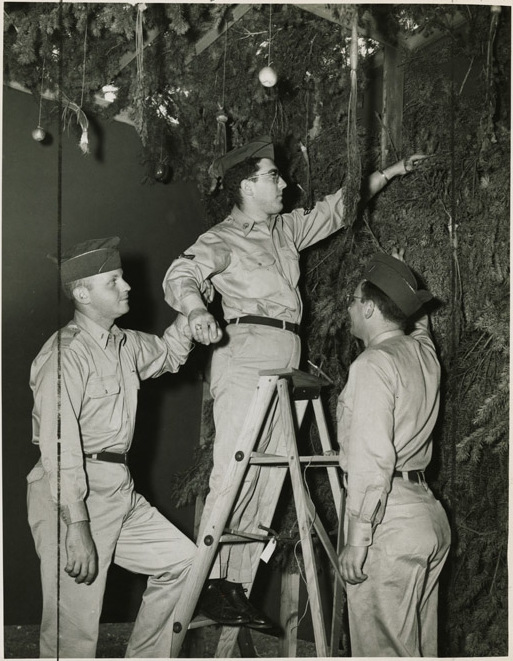
Decorazione della Sukkah alla base aeronautica di Denver

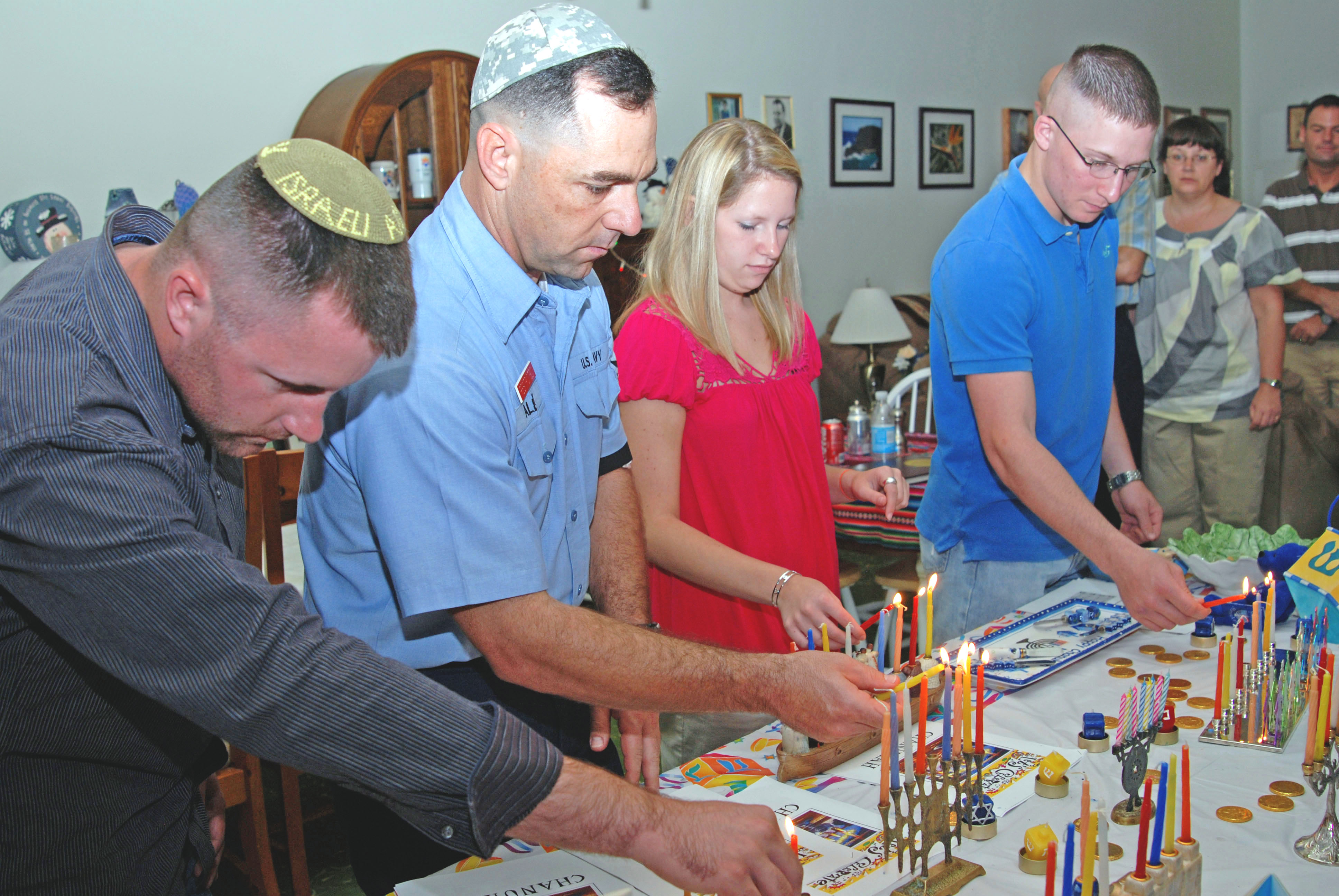
Personale militare e civile della base navale di Guantánamo mentre accende la Menorah in osservanza di Chanukkah

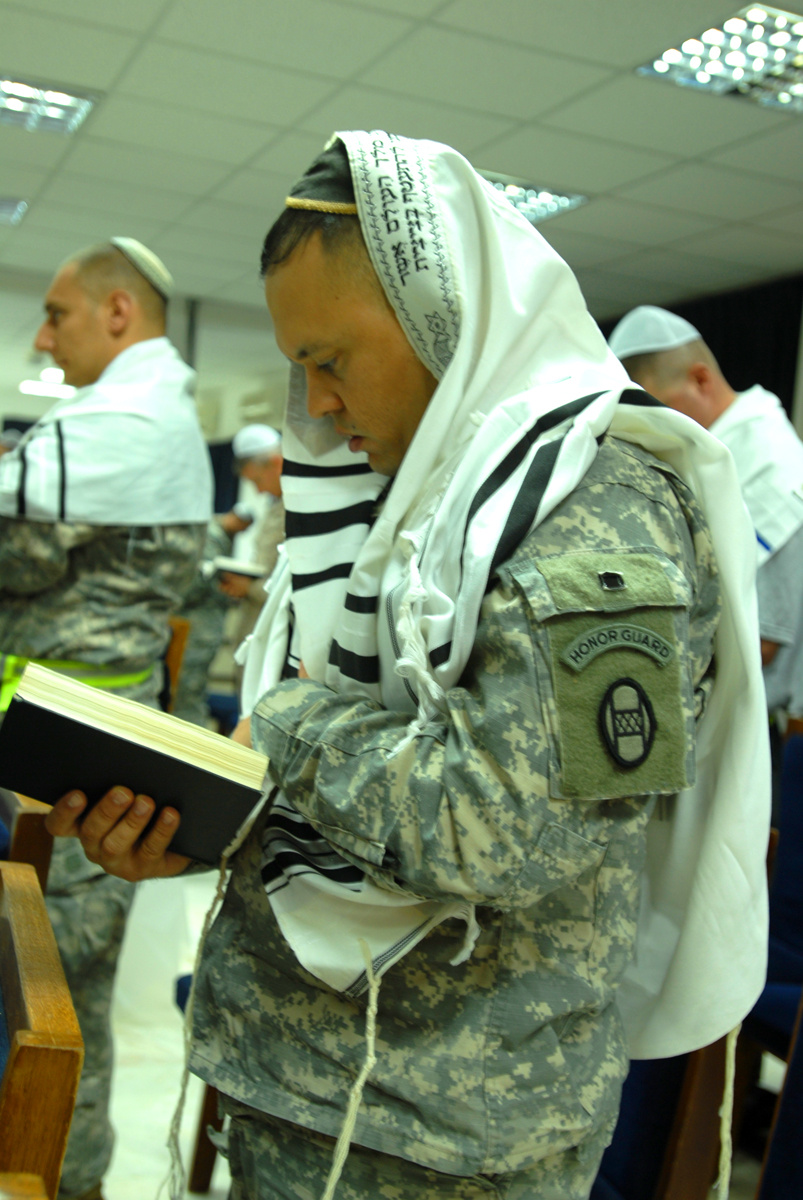
Un militare statunitense ebreo in preghiera

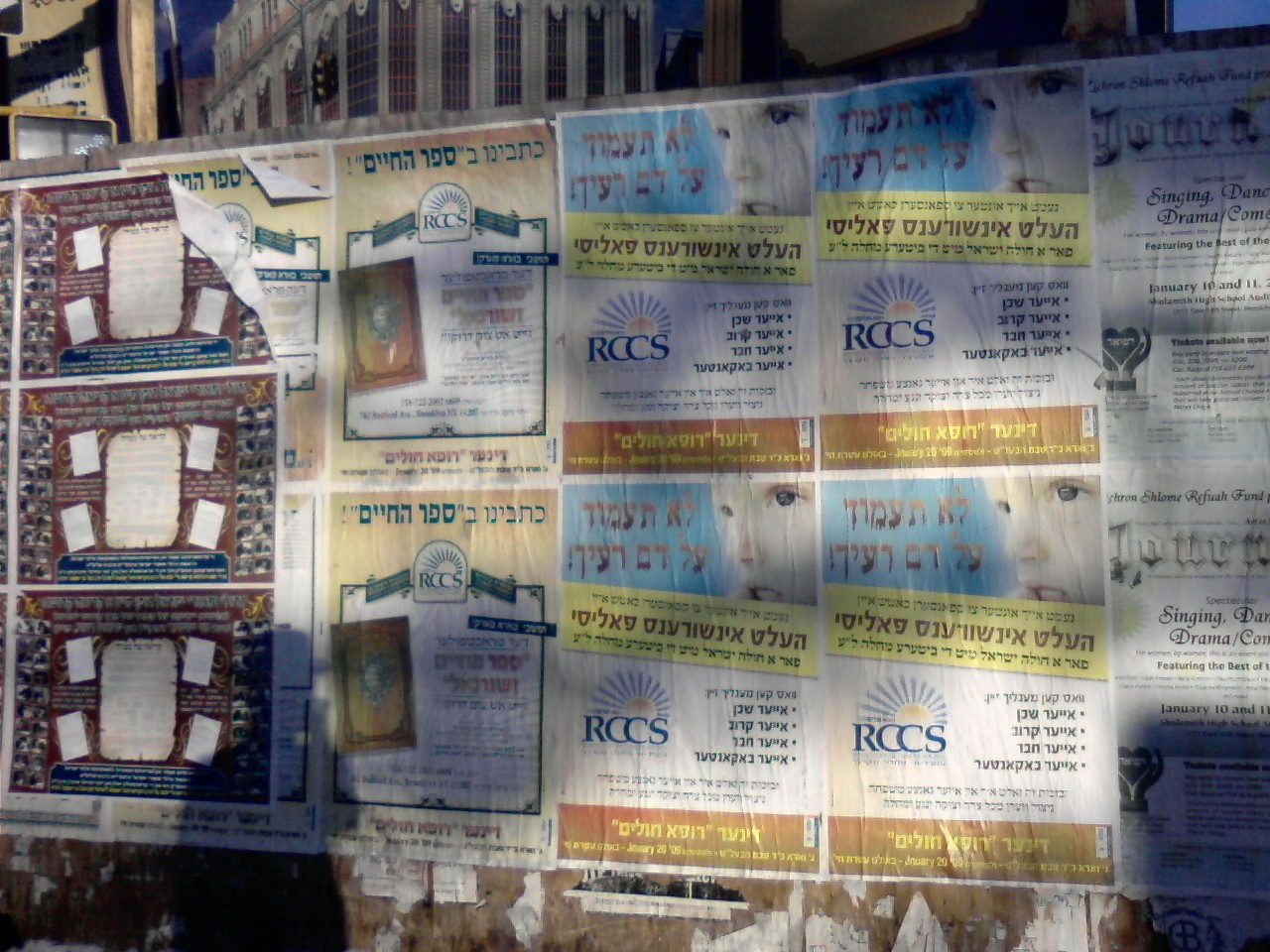
Un tipico muro decorato da poster in lingua ebraica a Brooklyn

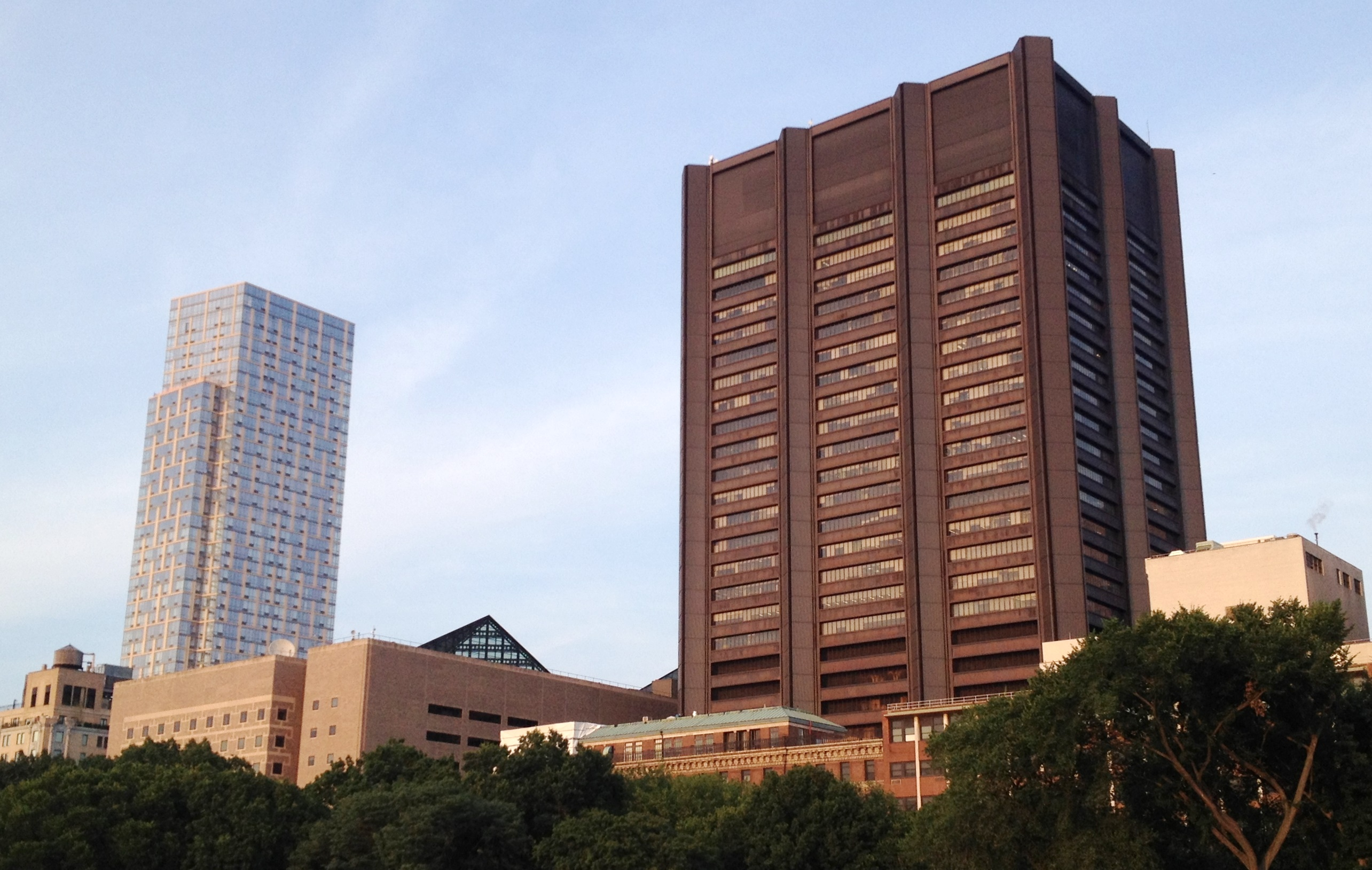
Il Mount Sinai Hospital di Manhattan è a tutt'oggi uno dei migliori ospedali del Paese.

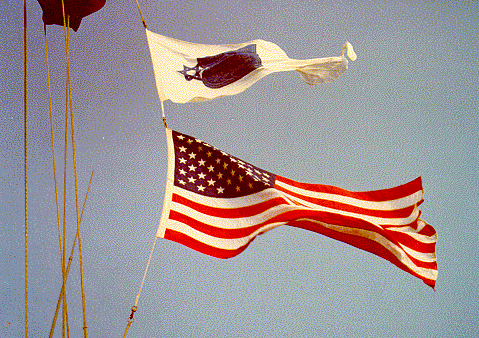
Stella di Davide sventola sopra la bandiera degli Stati Uniti d'America su una nave della United States Navy la quale avvisa che un cappellano militare sta conducendo un servizio di culto ebraico. Soltanto il "pennant di culto" (ebraico o cristiano) è stato messo al di sopra della bandiera americana sulle navi della Marina Militare.

## Statistiche della popolazione ebraica nel territorio statunitense attuale (dal 1650 al 2010)
Demografia ebraica statunitense secondo le stime ufficiale del Censimento degli Stati Uniti d'America:
| Anno | Popolazione totale | Popolazione ebraica | Quota        |
| ---- | ------------------ | ------------------- | ------------ |
| 1650 | 50 400             |                     |              |
| 1654 |                    | 25                  |              |
| 1670 | 111 900            |                     |              |
| 1700 | 250 900            | 200-300             | 0,08-0,12%   |
| 1770 | 2 148 100          |                     |              |
| 1776 |                    | 1 000-2 500         |              |
| 1780 | 2 780 400          |                     |              |
| 1790 | 3 929 214          | 1 243-3 000         | 0,003-0,008% |
| 1800 |                    | 2 000-2 500         |              |
| 1810 | 7 239 881          |                     |              |
| 1820 | 9 638 453          | 2 650-5 000         | 0,03-0,05%   |
| 1830 | 12 866 020         |                     |              |
| 1840 | 17 069 453         | 15 000              | 0,09%        |
| 1848 |                    | 50 000              |              |
| 1850 | 23 191 876         | 50 000-100 000      | 0,22-0,43%   |
| 1860 | 31 443 321         | 150 000-200 000     | 0,48-0,64%   |
| 1870 | 38 558 371         | 200 000             | 0,52%        |
| 1880 |                    | 230 000-280 000     |              |
| 1890 | 62 979 766         | 400 000-475 000     | 0,64-0,75%   |
| 1900 | 76 212 168         | 937 800-1 058 135   | 1,23-1,39%   |
| 1910 | 92 228 496         | 1 508 000-2 349 754 | 1,64-2,55%   |
| 1920 | 106 021 537        | 3 300 000-3 604 580 | 3,11-3,40%   |
| 1924 | 114 113 000*       |                     |              |
| 1927 | 119 038 000*       | 4 228 029           | 3,55%        |
| 1930 | 123 202 624        |                     |              |
| 1937 | 128 825 000*       | 4 641 000-4 831 180 | 3,60-3,75%   |
| 1940 | 132 164 569        | 4 770 000-4 975 000 | 3,61-3,76%   |
| 1950 | 151 325 798        | 4 500 000-5 000 000 | 2,97-3,30%   |
| 1960 | 179 323 175        | 5 367 000-5 531 500 | 2,99-3,08%   |
| 1970 | 203 211 926        | 5 370 000-6 000 000 | 2,64-2,95%   |
| 1980 | 226 545 805        | 5 500 000-5 920 890 | 2,43-2,61%   |
| 1990 | 248 709 873        |                     |              |
| 1992 | 255 029 699*       | 5 828 000           | 2,29%        |
| 2000 | 281 421 906        | 6 136 000           | 2,18%        |
| 2001 | 285 102 075*       | 6 155 000           | 2,16%        |
| 2010 | 308 745 538*       | 6 543 820           | 2,11%        |